# 公明党
公明党（こうめいとう、英語: Komeito）は、日本の政党。宗教団体の創価学会を支持母体として中道政治の実現を目指して結成された。
略称は公明。1字表記の際は公。
1999年10月5日から2009年9月16日まで、および2012年12月26日から現在まで自由民主党と自公連立政権を構成している政権与党である。

## 概説
1950年代に始まった創価学会による地方選挙での政治活動を源流とし、1964年に国政政党として正式に結党する（同年に選挙管理委員会に届け出）。1965年の第7回参議院議員通常選挙、1967年の第31回衆議院議員総選挙において国会の議席を確保した。1993年、細川内閣において初の政権入りを果たす。1994年に解散した上で新進党に合流するも、新進党の解党に従い、1998年に公明党を再結成した。1999年からは自民党との自公連立政権を成す。2009年の第45回衆議院議員総選挙後の民社国連立政権・民国連立政権では野党になったが、次の2012年の第46回衆議院議員総選挙で自民党が政権与党に復帰すると、再び連立を形成し、与党に復帰した。
支持母体は宗教法人の創価学会である。党員・支持者は創価学会員であるとは限らず、「フレンド票」と呼ばれる創価学会員の友人、創価学会員の配偶者や交際相手、神道の信者、伝統的な仏教の信者、かつて日本社会党や民社党の支持者だったキリスト教徒など多様である。プロテスタントの信徒であることを公表している作家・元外交官の佐藤優や、無宗教を自任する社会学者の西田亮介らからも公明党を評価する声が上がっている。
政教分離に関しては、1988年の国会議員からの質問主意書に対し、政党は憲法第20条第一項後段の「政治上の権力」に当たらないとの回答が内閣から示されている。2014年の質問主意書への回答でも、宗教団体が支援する政党の所属者が公職に就き国政を担っても「政治上の権力」の行使に当たらないとしている。

## 歴史

### 中道政党としての結党

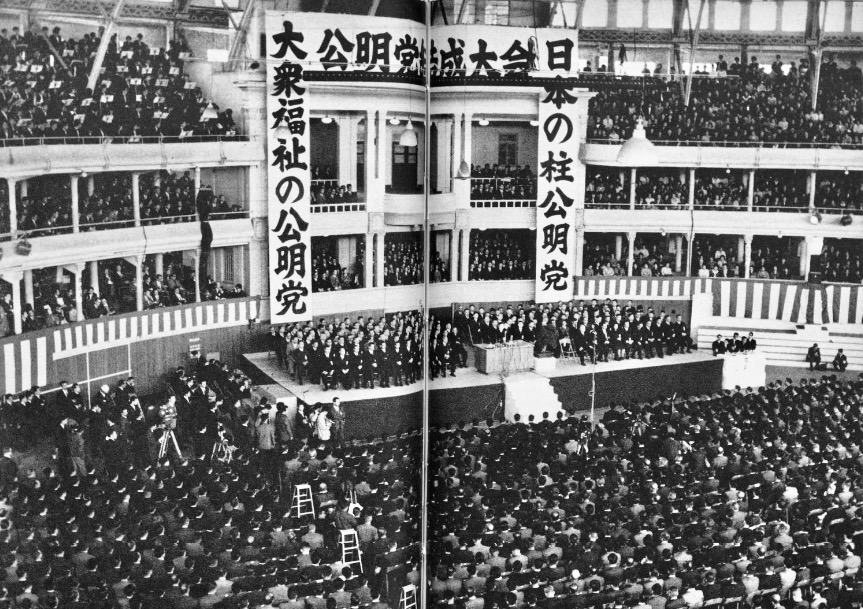
1964年11月17日、公明党の結成大会が日本大学講堂で開かれた

公明党は宗教団体の創価学会が支持団体（支持母体）である。
第二次世界大戦後、日蓮正宗の信徒団体であった創価学会（1991年に日蓮正宗から破門）が宗教法人として規模を拡大させ、1954年（昭和29年）11月、政界進出を目的として創設した文化部が源流である。文化部は翌1955年（昭和30年）の第3回統一地方選挙で関東圏の自治体議会選挙に候補者を擁立し、合計で53議席を得た。
1956年（昭和31年）には国政進出を果たし、第4回参議院議員通常選挙（1956年）で3議席を、第31回衆議院議員総選挙（1967年）で25議席を獲得した。
初期の政界進出の旗振り役となったのは創価学会第2代会長戸田城聖とのちの第3代会長池田大作である。政界進出の動機としては以下が挙げられる。
- 国民生活を改善するには、密接にかかわっている政治を変革することが大事である。
- 政界に創価学会の人材を輩出しより良き社会を建設する。
- 住民のための、住民による政治[61]。

1960年（昭和35年）に池田が第三代会長に就任すると政界進出の動きは加速し、1961年（昭和36年）には政治局、同年11月には政治団体の公明政治連盟（こうめいせいじれんめい）へと改組し、メディアの発信や各界への人材輩出を強化した。
1963年（昭和38年）の東京都議会議員選挙（都議選）では17議席を獲得し、55年体制の下、戦後しばらく日本の国政で二大政党制を構成した自由民主党・日本社会党に次いで第3党に躍進する。
1964年（昭和39年）に創価学会から公明政治連盟が切り離されて独立し、日本の国政政党として公明党が誕生した。11月17日の結党大会は当時国内で最大級の規模を誇る施設であった日本大学講堂で挙行され、1万5000人の党員が集結した。結成大会にはニューヨーク・タイムズを含む外国メディア14社の記者が取材に訪れた。
綱領は次のようなものであった。
- 一、宇宙時代にふさわしい世界観、恒久平和への新しい指導理念の確立が、今日ほど強く渇仰される時代はない。この待望の指導理念こそ、生命哲学の神髄、王仏冥合の大理念であると堅く信ずる（注：王仏冥合、読み：おうぶつみょうごう＝王法とは政治を意味し、仏法とは思想であり生命哲学である。この王法と仏法を冥合させて、社会の繁栄と個人の幸福を一致させるという政治理念[64]）。公明党は、王仏冥合の大理念を高く掲げて、地球民族主義にのっとり、人類の危機を救い、世界に恒久平和の礎を築くことを誓うものである。
- 二、資本主義、社会主義の両体制に共通する基本的欠陥は、人間疎外、人間性の抑圧である。公明党は、豊かなる人間性の尊重を基調とする人間性社会主義によって、個人の幸福と社会の繁栄が一致する大衆福祉の実現を確約するものである。
- 三、公明党は、国民大衆の中に仏法民主主義、すなわち人間性尊重を基調とした真実の民主主義の基盤をつくり、大衆とともに前進する真実の大衆政党である。言論、思想、信仰の自由等、基本的人権を尊重するはとうぜんである。われわれは大衆とともに語り、大衆のために戦い、大衆の中に死んでいくことを誓うものである。
- 四、大衆をして政治不信のやむなきにいたらしめたのは、まったく既成政党の重大な責任といわねばならぬ。また政治の賄賂は、とくに選挙の腐敗に端を発する。公明党は、腐敗選挙を徹底的に追放し、腐敗政治と断固戦って、公明なる議会制民主政治を確立することを誓う。

その後、国政では1967年（昭和42年）に衆議院・参議院両院で45議席を獲得する大所帯となり、国会でも第三党の勢力を形成する程になる。この年の党大会では委員長に竹入義勝、書記長に矢野絢也が就任する。結党当初の公明党は国政・地方政治ともに行政当局との関係が希薄であったため、徹底した現場主義・調査主義に力を注いだ。
公明党の説明によれば、参議院議員の矢追秀彦がイタイイタイ病の現地調査を繰り返し行い、公害病問題解決に向けて尽力した。安全保障面では、在日米軍基地や米国統治下の沖縄の軍事基地問題について防衛施設庁（現在の防衛省の一部）以上の調査を行い、防衛施設庁から「大いに参考になる」とのコメントが発表されるほどであった。
公明党の行動は即物的なものが多く、同じ野党でもイデオロギーに基づく抽象的議論を行っていた日本社会党や日本共産党とは対照をなした。公明党が宗教政党に該当するかについては議論がある。

### 言論出版妨害事件と政教分離
1969年末、創価学会を批判する藤原弘達の著書『創価学会を斬る』の出版中止を、公明党が自民党幹事長田中角栄に働きかけていたことが公になる（「言論出版妨害事件」）。
翌1970年にかけて、創価学会が同様の行為を常習的に行っていたことが露見し、日本国憲法第21条で保障されている「言論の自由」を侵すものとして社会的な批判を受けた。これを発見した不破哲三と日本共産党は国会で徹底追及を行い、藤原に取材も行い、池田の証人喚問まで要求したが、当時の佐藤栄作政権は野党分断を狙って要求をかわし続け、池田の喚問は回避された。以降しばらく、公明党は自民党に対する事実上の閣外協力を余儀なくされる。
1970年5月3日、創価学会総会で池田が事件を謝罪し、創価学会と公明党との間の体質の改革を宣言する。具体的には「政教分離」の徹底で、
- 創価学会幹部の議員兼職を廃する。池田自身も、今後とも政界進出はしない。
- 公明党の自立性を高め、創価学会は党の支持団体の立場に徹する。選挙などの政治活動はあくまで党として行い、創価学会は支持団体としての応援に留まる。
- 「国立戒壇」構想は国教化を意味するものではなく、以降、この言葉を一切使わない。
- 創価学会会員の活動で問題を起こした時には、厳正に処罰する。

などといった方針が打ち出された。
6月25日、党大会で新しい綱領が制定され、綱領からは宗教用語がすべて削除された。

### 伯仲国会と野党連携の模索
1970年、前年の総選挙で大敗した日本社会党では、右派の江田三郎の主導で「社公民路線」が提唱され、江田は西欧型の社会民主主義を目指す「江田ビジョン」を提唱するが、マルクス・レーニン主義を唱える左派との論争で劣勢を強いられる。それでも1972年の第33回衆議院議員総選挙では、社公民三党で選挙協力を行ったが、公明党は言論出版妨害事件のイメージなどが原因で大敗を喫す。民社党も議席を減らし、復調した日本社会党との連携がうまくゆかずに、社公民路線は頓挫した。
1974年の第10回参議院議員通常選挙では、野党各党は表向きは全野党結集の方針を掲げ、公明党も日米安保条約の即時破棄を訴えるなど、史上最も革新寄りの主張で選挙に臨む。結果、狂乱物価によって自民党が議席を減らして伯仲国会を実現させたものの、選挙後には一転して野党間で対立が起こった。
翌年にかけて、創価学会と日本共産党との間で相互理解などの交渉が行われ、1975年7月、創共協定が成立する。しかし、公明党の支持者である創価学会員は、もともと革新的な日本共産党のイデオロギーとは相反し、党組織の末端では協定に対する動揺が広がった。党執行部は、創価学会による頭越しの協定締結に反発し、協定の解釈をめぐって日本共産党との批判合戦が巻き起こる。創価学会もこの論争に加勢せざるを得ず、あっという間に協定は死文化してしまう。公明党は10月の党大会で革新色を打ち消し、日本共産党とは完全に袂を分かった。
1976年、第34回衆議院議員総選挙で自民党が過半数割れとなって以降、自民党からは中道政党に対して秋波が送られるようになる。1978年の公明党大会で、竹入は自衛隊容認の考えを表明し、政治路線については保守勢力との連携に含みを持たせた。1979年の四十日抗争では自民党主流派の大平正芳から竹入に対して連立の呼びかけもあったという。11月の首班指名選挙では大平陣営から決選投票前に大平へ首班投票するよう依頼されるが、公明党は決選投票を棄権した。
一方で日本社会党は、右派の指導者であった江田の離党・死去により左傾化と弱体化の兆しを見せており、1980年、社公民路線で臨む夏の参院選に向けて社公連合政権構想が締結された。ところがハプニング解散により、衆参同日選挙が執行されることとなり、連携の前提が崩れた上、解散当初は主流派と反主流派で分裂選挙の様相を見せていた自民党が、大平の急死により対立を解消する。選挙では自民党が圧勝し、伯仲国会は終わりを告げた。選挙後、新たな政権構想では政権の特徴として「反自民政権」を削除し、本格的に自公民路線へと舵を切った。

### 自民党接近と連立政権への参加
1984年、自民党が二階堂擁立構想で揺れた際には、竹入は鈴木善幸と密に連絡を取り、二階堂が首相になった場合には三党で連立を組む構想も練られた。二階堂の擁立は不発に終わったが、竹入は「次の機会には上着を脱ぎ捨ててでも入っていく」と話した。1986年の衆参同日選挙で自民党が圧勝すると、竹入に代わって矢野が委員長に就任する。一方、社会党では左派の土井たか子が委員長に就任したため、公明党と社会党の距離はますます離れ、公明、民社両党は競って自民党との連携をアピールするようになる。
1990年前後、政界ではリクルート事件などの汚職事件が相次いだが、公明党でも関与を疑われる議員が相次ぐ。1989年5月、矢野が自身のスキャンダルで引責辞任し、石田幸四郎が後任の委員長に就任する。7月の第15回参議院議員通常選挙では社会党の一人勝ちで自民党は大敗し、公明党も議席を減らした。ねじれ国会となったため野党各党は政権構想を相次いで発表し、公明党は「石田見解」で社会党に対して大胆な路線変更を求めた。
しかし社会党の「土井構想」は相変わらず安全保障に否定的で、民社党の「永末ビジョン」は社会党の党是を真っ向から否定する事実上の「門前払い」であったため、連合政権構想はまとまらなかった。1990年の第39回衆議院議員総選挙では自民党が安定多数を確保し、野党では社会党が独り勝ちとなったため、野党間での話し合いの空気は消えた。石田は連合政権協議の頓挫について社会党を批判し、自民・社会・中道の三極体制で国会に臨むことを宣言する。
参議院で過半数を失っていた自民党にとっては、参議院の公明党の議席が政権運営にとって非常に重要であった。自民党幹事長の小沢一郎は社会党と絶縁した公明党に接近し、連立政権をも暗に持ちかけてきた。小沢のカウンターパートである公明党幹事長の市川雄一が、のちに「キャスティング・ボートを握ったことが、公明党を変えた」と述懐しているように、公明党は個別の法案の賛否をその都度判断する立場をとる。
1991年、創価学会が日蓮正宗から破門を受け、池田大作が除名処分を受ける。湾岸戦争に際しては、翌1992年のPKO法（国際連合平和維持活動等に対する協力に関する法律）審議で自公民三党による交渉を続け、「宮澤内閣信任決議」案に野党ながら公明、民社両党が賛成して可決の上で、PKO法案成立にこぎ着けた。この過程で市川と小沢の仲はより親密なものとなり、この時点で市川は政界再編・公明党解体にすらも踏み込んだ発言を始めていた。
1993年、小沢らの造反により宮澤内閣の不信任案が可決し、自民党は分裂する。第40回衆議院議員総選挙で自民党は半数を大きく割り込み、社会党は新党に埋没してやはり大敗を喫す。選挙後、非自民・非共産野党による細川内閣が発足する。公明党は結党29年にして初めて与党に参画し、委員長の石田以下4人が閣僚に就任した。市川は小沢とともに与党間の政策協議を主導したが、小沢の運営手法の荒さが原因で軋轢が生じ、連立政権は1年足らずで崩壊した。

### 分党と新進党への参加

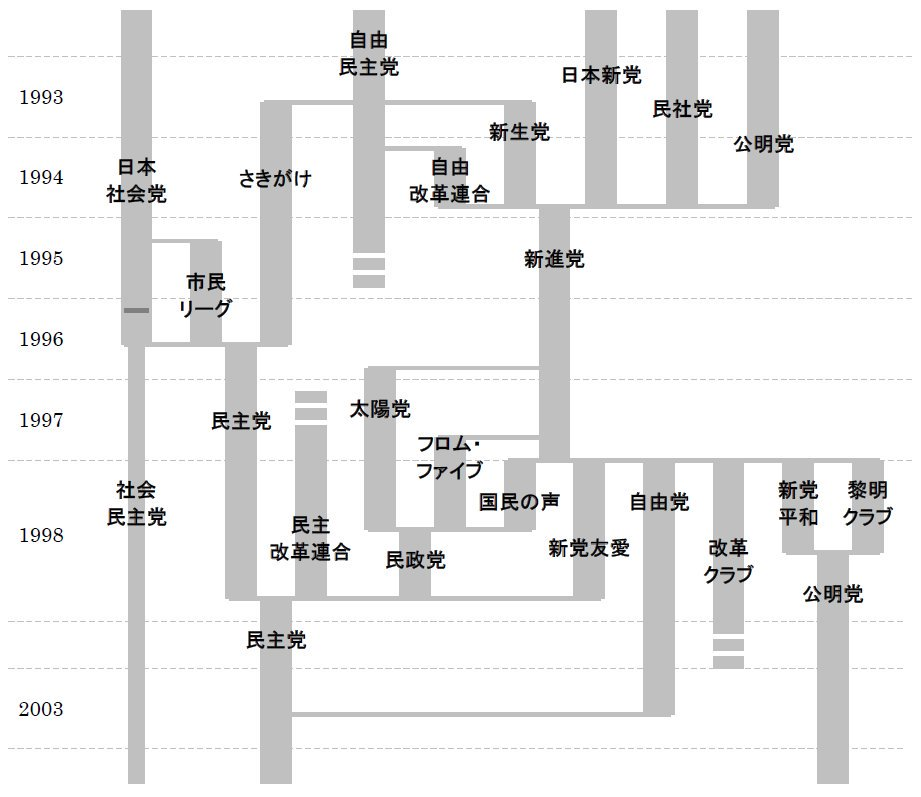
1990年代の政党の離合集散

政治改革の過程で衆議院の選出が小選挙区比例代表並立制に移行していたため、反自民連合の旧与党による新党が結成される必要が生じた。しかし各党派の中でも公明党は大量の党職員と地方議員を抱えており、地方議会の多くでは自民党と連立を組んでいたため、ただちに丸ごと新党に合流できない事情があった。そこで、改選の近い衆議院議員と1995年改選の参議院議員が先行して新党に加わることとなり、1994年12月5日、公明党は先行参加組による暫定的な政党「公明新党」（代表者：石田幸四郎、会計責任者：谷口隆義）と後発組「公明」（代表者：藤井富雄、会計責任者：風間肇）に分党される。公明新党は10日に解散し、同日結成の新進党に合流した。地方議員は党職員とともに「公明」に残って事実上の公明党の身分で活動し、機関誌としても『公明』が発行され続けた。
| 公明新党→新進党に参加 | 公明新党→新進党に参加 | 公明新党→新進党に参加 | 公明新党→新進党に参加 | 公明新党→新進党に参加 | 公明新党→新進党に参加 | 公明新党→新進党に参加 | 公明新党→新進党に参加 | 公明新党→新進党に参加 | 公明新党→新進党に参加 | 公明新党→新進党に参加 | 公明新党→新進党に参加 |  |
| 衆議院議員            | 衆議院議員            | 衆議院議員            | 衆議院議員            | 衆議院議員            | 衆議院議員            | 衆議院議員            | 衆議院議員            | 衆議院議員            | 衆議院議員            | 衆議院議員            | 衆議院議員            |  |
| --------------------- | --------------------- | --------------------- | --------------------- | --------------------- | --------------------- | --------------------- | --------------------- | --------------------- | --------------------- | --------------------- | --------------------- |  |
| 青山二三              | 赤羽一嘉              | 赤松正雄              | 東祥三                | 石井啓一              | 石田幸四郎            | 石田祝稔              | 市川雄一              | 上田晃弘              | 上田勇                | 遠藤乙彦              | 遠藤和良              |  |
| 大口善徳              | 大野由利子            | 太田昭宏              | 近江巳記夫            | 長内順一              | 貝沼次郎              | 河合正智              | 河上覃雄              | 神崎武法              | 北側一雄              | 久保哲司              | 草川昭三              |  |
| 倉田栄喜              | 権藤恒夫              | 佐藤茂樹              | 斉藤鉄夫              | 坂口力                | 田端正広              | 高木陽介              | 竹内譲                | 谷口隆義              | 千葉国男              | 富田茂之              | 鳥居一雄              |  |
| 西博義                | 日笠勝之              | 東順治                | 平田米男              | 弘友和夫              | 福島豊                | 福留泰蔵              | 二見伸明              | 冬柴鐵三              | 桝屋敬悟              | 宮地正介              | 森本晃司              |  |
| 山口那津男            | 山田英介              | 山名靖英              | 若松謙維              |                       |                       |                       |                       |                       |                       |                       |                       |  |
| 参議院議員            |                       |                       |                       |                       |                       |                       |                       |                       |                       |                       |                       |  |
| 牛嶋正                | 刈田貞子              | 黒柳明                | 木庭健太郎            | 白浜一良              | 高桑栄松              | 續訓弘                | 常松克安              | 中川嘉美              | 広中和歌子            | 矢原秀男              | 和田教美              |  |
| 公明に参加            |                       |                       |                       |                       |                       |                       |                       |                       |                       |                       |                       |  |
| 参議院議員            |                       |                       |                       |                       |                       |                       |                       |                       |                       |                       |                       |  |
| 荒木清寛              | 猪熊重二              | 及川順郎              | 大久保直彦            | 風間昶                | 片上公人              | 武田節子              | 鶴岡洋                | 中西珠子              | 浜四津敏子            | 山下栄一              | 横尾和伸              |  |

新進党は1995年の第17回参議院議員通常選挙で自民党に肉薄する戦績を残す。その要因は自民党と社会党が手を結んだことに加え、阪神・淡路大震災やオウム真理教事件の対応に不満を持つ無党派層の得票に創価学会票による票の上積みがプラスされたことであり、総選挙でもこの連携に加えて無党派層を取り込めれば政権交代は確実という見方もあった。これに危機感を抱いた自民党は、創価学会・公明党と新進党との離反を図る。参院選後の国会ではオウム真理教事件を受けて宗教法人法改正案が審議されたが、審議の過程で自民党は学会名誉会長である池田の参考人招致を要求する（その後、会長秋谷栄之助の参考人聴取で決着する）。この法改正自体はオウム事件の後を受けたものであり、輿論の支持も高かった。「学会が法改正に反対している」というイメージを除くために、新進党側は法案審議を前にして政務会長の市川らを党の要職から外した。市川らはこれに反発し、市川らと幹事長である小沢との間に亀裂が生じた。その後も自民党は政教分離原則に絡めて公明党を揺さぶりつつ、創価学会と近い竹下派が公明グループの新進党からの離脱を働きかける。
旧公明党は徐々に新進党から離反し始め、1996年の地方選挙では創価学会員が新進党候補を応援せずに自主投票としたり、あるいは自民党の候補をあからさまに応援するなど分裂選挙化した。第41回衆議院議員総選挙では公明党や創価学会の選挙協力が万全に進まず、一部選挙区では創価学会が人物本位のもと対立候補の自民党や民主党の候補者へ投票するなど票が分裂した。さらに新進党が無党派層の票を集めることができずに政権交代に失敗したため、選挙直後から議員の離党が相次ぐようになる。この総選挙で旧公明党系候補者では、羽田内閣で閣僚を務めた森本晃司、日笠勝之、ベテランの貝沼次郎や参議院議員から転身を図った黒柳明、さらに次世代の幹部候補と見られていた山口那津男、高木陽介などの若手も落選している。特に山口は新進党解党後に公明党候補として臨んだ第42回衆議院議員総選挙でも落選し、2001年に参議院議員に転じるまで国政復帰までに5年を要している。
藤井代表らの公明は新進党小沢執行部から要請を受ける形で党内結束のため、段階的に新進党への合流を模索し、1998年の第18回参議院議員通常選挙の立候補予定者として内定した浜四津敏子（東京都選挙区）、山下栄一（大阪府選挙区）、横尾和伸（福岡県選挙区）の3名を先行して1997年8月末に新進党に移籍させる動きも見られた。しかし、東京都議会などでは公明は自民党との関係が近いこともあり、公明の地方組織内においては自民党との接近を求める意見もあったことや、これに前後して小沢執行部とそれに反するグループ（鹿野道彦、石井一など）との内紛も表面化して新進党内の混乱に拍車がかかったこともあり、1997年11月に「公明」は新進党への合流を見送り、翌1998年の参院選は独自で戦うことを決定する。この決定は新進党解党へ向けての事実上のトリガーとなり、公明は当時、参議院で「平成会」として新進党と統一会派を組んでいたがこれについても離脱が決定し、さらに同年12月の新進党党首選でも、新進党内の公明党グループ「公友会」内で、親小沢グループと反小沢グループとの意見集約ができず「自主投票」となるなど、グループ内の結束にも影響を来した。党首選を制して引き続き新進党党首となった小沢は純化路線をとることを決断し、新進党は同年末に解党し6党に分党する形で、完全消滅した。
旧新進党の公明党グループに属する衆議院議員は「新党平和」、参議院議員は「黎明クラブ」を結成。また小沢に近い一部の議員は自由党に所属した（公明グループで唯一、広中和歌子は鹿野グループの国民の声に所属した）。
| 新党平和に参加                       | 新党平和に参加 | 新党平和に参加 | 新党平和に参加 | 新党平和に参加 | 新党平和に参加 | 新党平和に参加 | 新党平和に参加 | 新党平和に参加 | 新党平和に参加 | 新党平和に参加 | 新党平和に参加 |
| 衆議院議員                           | 衆議院議員     | 衆議院議員     | 衆議院議員     | 衆議院議員     | 衆議院議員     | 衆議院議員     | 衆議院議員     | 衆議院議員     | 衆議院議員     | 衆議院議員     | 衆議院議員     |
| ------------------------------------ | -------------- | -------------- | -------------- | -------------- | -------------- | -------------- | -------------- | -------------- | -------------- | -------------- | -------------- |
| 近江巳記夫                           | 石田幸四郎     | 草川昭三       | 市川雄一       | 宮地正介       | 坂口力         | 遠藤和良       | 神崎武法       | 冬柴鐵三       | 長内順一       | 大野由利子     | 北側一雄       |
| 河上覃雄                             | 遠藤乙彦       | 平田米男       | 倉田栄喜       | 若松謙維       | 大口善徳       | 田端正広       | 福島豊         | 赤羽一嘉       | 井上義久       | 青山二三       | 福留泰蔵       |
| 上田勇                               | 富田茂之       | 遠藤乙彦       | 太田昭宏       | 河合正智       | 赤松正雄       | 斉藤鉄夫       | 桝屋敬悟       | 白保台一       | 丸谷佳織       | 漆原良夫       | 池坊保子       |
| 旭道山和泰                           |                |                |                |                |                |                |                |                |                |                |                |
| 黎明クラブに参加                     |                |                |                |                |                |                |                |                |                |                |                |
| 参議院議員                           |                |                |                |                |                |                |                |                |                |                |                |
| 白浜一良                             | 木庭健太郎     | 浜四津敏子     | 山下栄一       | 横尾和伸       | 牛嶋正         | 續訓弘         | 高野博師       | 松あきら       | 魚住裕一郎     | 山本保         | 大森礼子       |
| 益田洋介                             | 加藤修一       | 海野義孝       | 但馬久美       | 福本潤一       | 渡辺孝男       |                |                |                |                |                |                |
| 自由党（小沢自由党）に参加           |                |                |                |                |                |                |                |                |                |                |                |
| 衆議院議員（公明党グループのみ記載） |                |                |                |                |                |                |                |                |                |                |                |
| 二見伸明                             | 権藤恒夫       | 東祥三         | 久保哲司       | 谷口隆義       | 西博義         | 佐藤茂樹       | 石垣一夫       |                |                |                |                |

なお、自由党参加組のうち、二見・権藤・東を除き、のちに公明党が再結成された際には自由党を離党して、公明党に戻っている。
以後、公明党がこの分党・新進党合流について言及することはほとんどなかったが、1999年の党大会では「出自の違う複数の政党が強引に二大政党をつくったために上手くゆかなかった」との総括が打ち出されている。

### 自公連立政権
新進党分裂後、小沢が率いた自由党を除く党派は民主党に結集したが、公明党との合流については創価学会との相性がネックになって合流話は持ちかけられなかった。分党時に新党平和および黎明クラブを結成した旧公明党グループの双方（さらに自由党所属の公明党グループ5名を含む）は再び公明に合流し、1998年11月7日に「公明党」として再結成を果たす。再結成時の代表には神崎武法が就いた。この時期の公明党に秋波を送っていたのは自民党で、1998年4月28日、自民党は機関紙『自由新報』にかつて掲載した池田と創価学会員との内紛に関する記事について謝罪文を掲載した。
7月の第18回参議院議員通常選挙で自民党が大敗し、ねじれ国会下で再び公明党がキャスティング・ボートを握った。同年秋の臨時国会では自民党は法案ごとに各党の協力を得ながら乗り切る。こうした背景から自民党と公明党の連立構想が沸き上がるが、公明党は以前自民党と鋭く対立していた手前、いきなり二党のみによる連立には反対であった。そこで、野党の中で孤立しつつあった自由党を交えた三党での連立交渉を始める。こうして1999年1月にまず成立したのが自自連立である。
公明党内部では、連立政権参加に対する反対論がくすぶっていたが、自自両党による衆議院比例区の定数削減議論に参加するため、公明党は7月に連立参加を決定し、10月5日に小渕恵三第2次改造内閣が発足する。しかし翌2000年2月に定数削減の法案が成立して以降、小沢は自自両党の合流をめぐって小渕と対立し、自由党は連立を離脱する。その後、自由党の連立離脱反対派が結成した保守党が2003年に自民党へ合流するに至り、自公二党の連立政権（自公連立政権）が誕生するに至った。
2009年の第45回衆議院議員総選挙では10議席減の21議席で惨敗、1955年の結党以来初めて衆議院第1党を失った自民党とともに、公明党としては10年ぶりに再び下野した。代表の太田昭宏も落選したため、後任の代表には参議院議員の山口那津男が就任した。2012年の第46回衆議院議員総選挙では31議席を獲得し、圧勝した自民党とともに再度政権与党に返り咲き、第2次安倍内閣より自公連立政権が復活した。2010年の第22回参議院議員通常選挙では比例区の得票数・獲得議員数がみんなの党を下回ったが、2013年の第23回参議院議員通常選挙では比例区の得票数が全政党中2位に浮上する。2014年の第47回衆議院議員総選挙では「いまこそ、軽減税率実現へ。」をキャッチコピーとして選挙戦に臨み、小選挙区で全員が当選するなどして現行制度下で最多の35議席を獲得した。
2016年の第24回参議院議員通常選挙では選挙区7人が当選し、参院選における選挙区で獲得した議席として結党以来歴代最多の圧勝をおさめる。これにより衆参両院で自公をはじめとする「改憲勢力」が日本国憲法改憲の発議が可能な3分の2以上の議席を確保することとなり、公明党は国会においてキャスティング・ボートを握る政党としての地位を確立する。
しかしながら、2017年の第48回衆議院議員総選挙では、自公両党では319議席を獲得し圧勝したものの、公明党自体は総選挙直前に誕生した旧民主党・民進党系の立憲民主党と希望の党の新党の間に埋没する形となったことも影響し、下野した第45回衆議院議員総選挙以来8年ぶりに小選挙区（神奈川県第6区）で落選者が発生する。小選挙区での獲得議席は8議席に留まり、比例代表でも定数削減のあおりを受け、特に北関東ブロック・南関東ブロックを中心に得票を減らして21議席に終わる。獲得議席の合計は29議席で、目標としていた公示前議席維持の35議席を下回った。
2019年7月の第25回参議院議員通常選挙では、公認候補者を擁立した7つの選挙区（埼玉・東京・神奈川・愛知・大阪・兵庫・福岡）において前回に続き全勝する。比例でも7議席を獲得し、合わせて14議席を獲得した。これは前回（2016年）に並ぶ歴代最多議席で、自公両党としても併せて改選定数124の過半数（63）を超える計71議席を獲得したが改選議席（77）からは6議席減らした。非改選議員を含めた参議院全体では自公連立与党、それに改憲に前向きな野党の日本維新の会と無所属を加えた「改憲勢力」の非改選議席は79と参議院における全議席の3分の2である85議席を超えず、日本国憲法改憲の発議が可能な圧倒的多数となる3分の2を確保できなかった。
2021年10月の第49回衆議院議員総選挙では、小選挙区の公認候補9名全員と比例区23名の当選を果たし、公示前から3議席増の32議席を獲得した（比例代表：得票数 7,114,282、得票率 12.38%）。自由民主党（261議席）、立憲民主党（96議席）、日本維新の会（41議席）に次ぐ第4党となり、自公両党では過半数の293議席を獲得して圧勝した。
2022年7月の第26回参議院議員通常選挙では、選挙区の公認候補7名全員と比例区6名の当選を果たし、公示前から1議席減の13議席を獲得した（比例代表：得票数 6,181,431.938、得票率 11.66%）。非改選との合計で27議席となり、自由民主党（119議席）、立憲民主党（39議席）に次ぐ第3党となった。自公両党では76議席を獲得して圧勝した。しかし、比例獲得票が目標の800万票を大幅に下回る618万票になるなど、支持層の高齢化による組織力の衰えも指摘された。
2023年4月の第20回統一地方選挙では、公明党が再結成された1998年以降で最多となる12人の落選者を出した。山口は選挙結果について「日本維新の会の新人が積極的に立候補し、大量得票した。一方で投票率がそれほど上がっているわけではなく、既存の勢力が割を食った」と述べた。特に練馬区議会議員選挙では前回選と同じ11人を擁立したが、当落線上に公明候補7人が並び、うち4人が落選した。合計得票は3万5000票弱で、前回から約5000票減っており、支持層の高齢化による組織力の弱まりが改めて指摘された。
2024年9月、8期にわたって党代表を務めた山口那津男が代表を退任し、幹事長の石井啓一が新たな代表に就いた。党代表の交代は15年ぶりであり、執行部に中堅・若手議員を登用し、党内の新陳代謝を図る。石井の代表就任に伴い、「希望の未来は、実現できる。」との党キャッチコピーを発表した。
しかし、同年10月の第50回衆議院議員総選挙では自公連立与党に対する逆風が直撃し、公明党は公示前から8議席を失う24議席の獲得に留まり、埼玉14区から立候補した石井も落選する事態となった。現職の公明党代表が落選したのは2009年の衆院選以来だった。また、これまで確保していた大阪府内の小選挙区4議席も日本維新の会に議席を奪われてすべて失ったうえ、比例区でも票が伸び悩み、この選挙で躍進した国民民主党に比較第4党の座を奪われた。歯周病専門医であたらしい党党員の中田智之の主張によれば、この選挙で自公連立与党が掲げた住民税非課税世帯への給付などの政策は「高齢者の買収では!?」との批判を招いたという。
投開票日翌日の同月28日、石井は大敗の責任をとって代表を辞任する意向を固め、同月31日の中央幹事会で正式に辞任を表明した。石井の後任代表は任期途中での辞任のため、党規約により代表選は実施せず、11月7日の中央幹事会での推薦により決定され、同月9日の臨時党大会で承認されこととなった。一方で選挙翌日に石井は、同じく選挙で大敗した自民党総裁の石破茂と会談し、自公連立政権の維持を目指すことを確認している。
後任の代表として11月2日、副代表で第1次石破内閣では国土交通大臣を務めた斉藤鉄夫を充てる方針を固め、同月7日の中央幹事会の推薦を経て、同月9日開催の臨時党大会で斉藤の新代表就任が正式に承認された。また、浜四津敏子の退任以降は廃止されていた代表代行のポストが「代表と同格」の立場として14年ぶりに設置され、副代表で参議院議員の竹谷とし子が就任した。2025年の参院選を視野に、創価学会女性部から人気の高い竹谷を起用することで党再建の起爆剤とする狙いがあるとされる。中央幹事会会長には、引退した北側一雄に代わって副代表の赤羽一嘉が起用された。
2025年は6月の東京都議会議員選挙、7月の第27回参議院議員通常選挙と重要な選挙が続くこととなった。参院選の前哨戦とされた東京都議選では、公明党の獲得議席は選挙前の23議席から4議席を減少させる19議席に留まり、1989年都議選以来8回連続で重ねていた候補者全員当選記録が途切れた。公明党本部がある新宿区で議席を失い、2023年に死去した創価学会名誉会長・池田大作の生地で創価学会・公明党にとっても由縁の深い大田区では擁立した現職2名が共倒れする結果となった。終盤に苦戦の情報が流れた北多摩第三選挙区（調布市、狛江市）に支援を集中したことで手薄になったことも敗因と指摘されたが、強固な地盤で議席を失陥したことで、公明党は不安を孕む形で参院選を迎えることとなった。
参院選では結果的に選挙区・比例ともに各4議席しか獲得できず、改選14議席を過去最低の8議席に減らす大敗に終わった。選挙区では国民民主党や参政党といった新興勢力の躍進もあって、埼玉（矢倉克夫）・神奈川（佐々木さやか）・愛知（安江伸夫）の3選挙区で現職が落選し、特に神奈川では参政党の候補にわずか5,289票差で敗れるなど苦戦が目立った（佐々木の571,796票は選挙区での落選者最多得票である）。公認候補が参議院の選挙区で敗れるのは2007年以来18年ぶりである。比例の得票数は521万票と前回2022年から約100万票減らし、得票率が初めて二桁を割り込んだ。

## 略年表

### 1950年代
- 1954年（昭和29年）

創価学会第2代会長戸田城聖が前年の参院選で組織としての選挙投票依頼を受けたことを機に、会内に「文化部」を設置し、選挙の立候補予定者を部員に任命。
- 1955年（昭和30年）

11月 - 第3回統一地方選挙に文化部の会員が立候補。
- 1956年（昭和31年）

7月 - 第4回参議院議員通常選挙で3名が当選。
8月 - 戸田が『大白蓮華』に「王仏冥合論」を執筆し、創価学会の政治進出を理論づける。
- 1957年（昭和32年）

6月27日 - 創価学会理事長小泉隆が参議院大阪府選挙区の第3回補欠選挙において買収行為を行なったとされ、大阪府警察に逮捕される。また、同年7月4日には渉外部長だった池田が会員に戸別訪問および買収を指示したとの嫌疑で逮捕、起訴された。
- 1959年（昭和34年）

6月 - 第5回参議院議員通常選挙で6人が当選、参議院の総議席数は9議席に。

### 1960年代
- 1961年（昭和36年）

11月27日 - 公明党の前身「公明政治連盟」を発足。
- 1962年（昭和37年）

7月 - 第6回参議院議員通常選挙において9人が当選。参議院の議席数は15議席に。自由民主党、社会党に次ぐ第3党となる。
- 1963年（昭和38年）

1963年東京都知事選挙で、自民党が推薦する東龍太郎を支援。
- 1964年（昭和39年）

11月17日 - 「公明政治連盟」を改組し、「公明党」を設立。
池田が『政治と宗教』（鳳書院）を出版。「王仏冥合」の理念をベースにした政治論を訴える。
- 1965年（昭和40年）

7月4日 - 第7回参議院議員通常選挙において11人が当選、参議院の議席数は20議席に。
- 1967年（昭和42年）

衆議院選挙直前に、池田が「憲法擁護」「大衆福祉」「安保の段階的解消」などを含む公明党の方針を公表。
1月 - 第31回衆議院議員総選挙で25議席を獲得し、衆議院に初進出。その後の党人事で衆議院議員の竹入義勝と矢野絢也がそれぞれ委員長と書記長に就任。党の比重を衆議院に重きを置くようになる。
- 1968年（昭和43年）

7月7日 - 第8回参議院議員通常選挙で12名が当選、3議席増の23議席となるが、支持母体創価学会による集団替え玉投票事件が起き学会員14名が逮捕されるなど社会問題化する。
- 1969年（昭和44年）

12月 - 「言論出版妨害事件」を巡り、「政教一致」に対する社会的批判を受ける。
12月27日 - 第32回衆議院議員総選挙では47議席を獲得、民社党を抜き、社会党に次ぐ野党第2党に。

### 1970年代
- 1970年（昭和45年）

5月3日 - 日本大学講堂における創価学会第33回本部総会において池田が「言論出版妨害事件」について謝罪。「国立戒壇」の教義の撤回、創価学会と公明党の役職の分離などを表明。
矢野が日本社会党書記長の江田三郎、民社党書記長の佐々木良作らと共に、社公民連合政権構想による『新しい日本を作る会』を結成。
- 1971年（昭和46年）

6月27日 - 第9回参議院議員通常選挙において10人当選。参議院の議席数は1議席減の22議席に。
第一次訪中団を派遣。日中復交五原則を提案。
- 1972年（昭和47年）

6月 - 竹入を団長とする訪朝団が朝鮮民主主義人民共和国（北朝鮮）を訪問。北朝鮮の金日成国家主席との共同声明で、北朝鮮が主体思想（チュチェ思想）を指針として社会主義建設で大きな進歩をとげたことを取り上げる。
- 1973年（昭和48年）

3月 - 竹入が東京都知事美濃部亮吉と会談し、都議会における与党入りに合意。
9月 - 「中道革新連合政権構想」を発表、「日米安保即時廃棄」に路線転換。
- 1974年（昭和49年）

第10回参議院議員通常選挙において14人が当選、参議院の議席数は24議席に。
10月 - 創価学会と日本共産党の間で「創共協定」が締結。
- 1977年（昭和52年）

第11回参議院議員通常選挙において14人当選。議席は25議席に。
- 1979年（昭和54年）

民社党との公民連合政権構想に合意。
10月の衆院選において57議席を獲得。日本社会党・民社党・社民連・新自由クラブの4党と選挙協力し、自民党を過半数割れに追い込む。
12月 - 民社党と「中道連合政権構想」で合意。

### 1980年代
- 1980年（昭和55年）

1月 - 社会党と「連合政権構想」で合意。
6月22日 - ハプニング解散によって初の衆参同日選挙が実施。選挙期間中に大平正芳総理が逝去、自民党が分裂ムードから融和ムードへと変わったことから参議院においては12人が当選、参議院の議席数は26議席になったが衆議院では票が伸び悩み57議席から33議席へと議席を減らす惨敗を喫した。
- 1981年（昭和56年）

7月25日 - 8月9日 - 竹入を団長とする代表団が大韓民国を初訪問。大統領全斗煥をはじめ政府首脳と会談。
- 1983年（昭和58年）

6月22日 - 第13回参議院議員通常選挙において14人が当選。参議院の議席数は27議席に。
12月18日 - 第37回衆議院議員総選挙では58議席を獲得。
- 1984年（昭和59年）

10月 - 自民党総裁選挙における二階堂進擁立に矢野らが協力。
- 1986年（昭和61年）

再び衆参同日選挙となる。第14回参議院議員通常選挙において10人当選。参議院の議席数は3議席減の24議席に。第38回衆議院議員総選挙でも2議席減の56議席に。
12月 - 委員長に矢野絢也、書記長に大久保直彦が就任。
- 1989年（平成元年）

委員長に石田幸四郎、書記長に市川雄一が就任。第15回参議院議員通常選挙では自民党への批判票が社会党に集中したため獲得議席は10議席に留まる。参議院全体で3議席減の21議席と議席を減らしたが、選挙直後の総理大臣指名選挙では参院での決選投票で公明党は社会党委員長土井たか子を支持し、自民党総裁海部俊樹を破る。

### 1990年代
- 1990年（平成2年）

第39回衆議院議員総選挙では再び自民党への逆風、批判票が社会党に集中したため公明党は45議席へと議席を減らす。
4月 - 「4野党連合政権協議」を凍結。
- 1991年（平成3年）

2月 - 湾岸戦争に対する90億ドルの追加支援に賛成。
4月 - 1991年東京都知事選挙において、自民党と共に磯村尚徳を擁立したが、自民党都連が推した現職の鈴木俊一に敗北。
- 1992年（平成4年）

6月 - PKO協力法成立に協力。
7月 - 第16回参議院議員通常選挙において一部の選挙区で初めて自民党と選挙協力を行なう。また議席は24議席へ。
- 1993年（平成5年）

8月 - 日本新党党首細川護熙を首班とした非自民・非共産連立政権である細川内閣に参画し、結党以来初の与党入りを果たす。総務庁長官として委員長の石田が、郵政大臣として神崎武法が、労働大臣として坂口力が、環境庁長官として広中和歌子がそれぞれ入閣。
- 1994年（平成6年）

4月 - 前副総理羽田孜を首班とした非自民・非社会・非共産の羽田連立政権に参画。石田が再任される一方、他3人に代わり、運輸大臣として二見伸明が、郵政大臣として日笠勝之が、建設大臣として森本晃司が、科学技術庁長官として近江巳記夫が、環境庁長官として浜四津敏子がそれぞれ入閣。
6月 - 総理大臣指名選挙で海部俊樹を支持するも社会党委員長村山富市に敗北。村山内閣（自社さ連立政権）の成立により野党に転落。
12月4日 - 自民党が参議院特別委員会に創価学会名誉会長池田大作の参考人招致を画策、公明党員が委員長室前でピケを行い抵抗。その後、池田の招致は見送られ、創価学会第5代会長秋谷栄之助が参考人として出席。「政治に大衆の声を反映していく政治の実現を願って公明党の支援をして来た」「政党が政権を目指すというのは当然のこと」「政治によって何か利益を得るとか政治の力を借りて布教をするとか、自分達の宗教を国教化しようなどということは毛頭考えていない」などと述べる。
12月5日 - 「公明党」を解散し、政党助成法に基き「公明新党」と「公明」に分党。
12月10日 - 公明新党が新進党へ合流。
- 1995年（平成7年）

1995年東京都知事選挙で石原信雄を与野党相乗りで推薦するも青島幸男に敗北、同日に行われた大阪府知事選挙でも推薦候補が横山ノックに敗北。
7月23日 - 第17回参議院議員通常選挙で新進党として初選挙に臨む。新進党は比例区第1党になり比例区で新進党は18人当選。選挙区でも躍進し自民党の単独過半数を阻止。
- 1996年（平成8年）

1月18日 - 自民党が運動方針の中に「いま、わが国の政治にとって最も憂うべきは、宗教団体・創価学会が新進党という政党の皮をかぶって国民を欺き、政治の権力を握ろうと画策していることである」という内容を盛り込む。
- 1997年（平成9年）

5月 - 旧公明党系議員らが新進党内に党内グループ「公友会」を設立。
8月29日 - 翌年の第18回参議院議員通常選挙を見据え、公認が決定した公明所属の浜四津敏子、山下栄一、横尾和伸が先行して新進党に移籍。
11月 - 新進党内の内紛状態が悪化したため、公明所属者の新進党合流予定を取りやめ。翌年の参院選は「公明」単体で臨むことを決定したことが新進党解党へ向けての事実上のトリガーとなった。
12月27日 - 新進党両院議員総会で分党が決定。
- 1998年（平成10年）

1月4日 - 新進党から分党して新党平和（公明系の衆議院議員が所属）、黎明クラブ（公明系の参議院議員が所属）が発足した。
1月6日 - 新進党の存続政党・（小沢）自由党に公明系議員のうち8人が参加。
1月18日 - 公明が黎明クラブと合併し、参議院は公明に一本化される。
7月12日 - 第18回参議院議員通常選挙において9人が当選。議席数は前回と同数の22議席に。直後の総理大臣指名選で初代民主党代表菅直人を支持し、参議院では自民党総裁小渕恵三を破る。
11月7日 - 「公明」と「新党平和」が合流、さらに（小沢）自由党に参加していた一部議員も加わり「公明党」が再び結成される。
1998年沖縄県知事選挙で自民党推薦の新人稲嶺恵一を推薦し、現職大田昌秀を破る。
- 1999年（平成11年）

1999年東京都知事選挙で自民党が擁立した明石康を小沢自由党都連と共に推薦するも、石原慎太郎に完敗。
10月5日 - 自民党と自由党の連立政権に加わり、自自公連立政権（第2次小渕改造内閣）が成立、5年ぶりに与党復帰。続訓弘が総務庁長官として入閣。

### 2000年代
- 2000年（平成12年）

4月1日 - 連立離脱の小沢自由党から保守党が分裂し、自公保連立政権となる。また同日、小渕が病に倒れる。
4月5日 - 第1次森内閣が成立。続が再任。
6月25日 - 第42回衆議院議員総選挙で初めて与党側として選挙に臨む。議席は31議席と大きく減らしたが連立政権の過半数は維持
7月4日 - 第2次森内閣が成立。続が再任。
12月5日 - 第2次森改造内閣が成立。続に代わり、坂口が厚生大臣兼労働大臣（2001年1月6日の中央省庁再編以降は厚生労働大臣）として入閣。
- 2001年（平成13年）

4月26日 - 第1次小泉内閣成立。坂口が再任。
7月29日 - 第19回参議院議員通常選挙では圧倒的な小泉フィーバーの中で議席を1議席増やす。
- 2003年（平成15年）

11月 - 第43回衆議院議員総選挙で初の「マニフェスト」を発表。議席は34議席となる。
11月19日 - 第2次小泉内閣が成立。坂口が再任。また、保守新党の解散に伴い、自公2党による自公連立政権体制となる。
- 2004年（平成16年）

7月11日 - 第20回参議院議員通常選挙では11議席を獲得。議席は24議席となる。
9月27日 - 第2次小泉改造内閣が成立。坂口に代わり、北側一雄が国土交通大臣として入閣。
- 2005年（平成17年）

9月11日 - 第44回衆議院議員総選挙（郵政選挙）では自民党に圧倒的な追い風が吹くも連立を組む公明党へは追い風が吹かず、獲得議席は自民党の296議席に対し公明党は31議席と逆に減少した。
9月21日 - 第3次小泉内閣が成立。北側が再任。
- 2006年（平成18年）

9月22日 - 首相就任直前の安倍晋三が池田と極秘裏に東京都内の創価学会の施設で会談し、次回の参院選での公明党や創価学会の協力を要請、池田は協力を約束したと日経・毎日・朝日・読売の各紙、『週刊文春』が詳細を報じる。
9月26日 - 第1次安倍内閣が成立。北側に代わり、冬柴鐵三が国土交通大臣として入閣。
9月30日 - 第6回公明党全国大会において、公明党代表に太田昭宏が無投票当選、幹事長に北側が就任。
10月11日 - 党代表の太田が、『週刊文春』が報じた安倍と池田との会談について「まったく承知していない」と語り、安倍も国会で池田との面会の事実を全面否定した。
12月 - 目黒ショック。
- 2007年（平成19年）

2月9日 - 公費を使って海外を視察した公明党福岡市議団が、大半の文章をウェブサイトから盗作して視察報告書を作成し提出していたことが発覚、公明党福岡市議団は報告書を翌月再提出し、公費負担の視察の自粛を表明。
7月29日 - 第21回参議院議員通常選挙では公明党も自民党批判の逆風の影響を受け票が伸びず、選挙区での落選を含め当選は9議席と惨敗。議席は20議席となる。
9月26日 - 福田康夫内閣成立。冬柴が再任。
12月27日 - 公式YouTubeチャンネルを開設。
- 2008年（平成20年）

1月13日 - 太田が第44回衆議院議員総選挙にて選挙カーの給油量を水増しして申請し、東京都選挙管理委員会から燃料代を不正に受け取っていたと報じられる、翌日、太田が事実を認め謝罪。
8月2日 - 福田康夫改造内閣が成立。冬柴に代わり、斉藤鉄夫が環境大臣として入閣。
9月16日 - 公明党代表選で太田が無投票で再選。
9月24日 - 麻生内閣成立。斉藤が環境大臣に再任。
- 2009年（平成21年）

8月30日 - 第45回衆議院議員総選挙では、民主党による政権交代の風を受けて、代表の太田、幹事長の北側を含む小選挙区候補の8人が全員落選、衆議院進出以来最低の21議席の惨敗となる。連立を組織する自民党も119議席と大敗。
9月8日 - 臨時全国代表者会議で参議院議員山口那津男の代表就任を決定。幹事長に井上義久を指名した。
9月16日 - 民主党中心の民社国連立政権である鳩山由紀夫内閣が誕生し、約10年間続いた政権与党の座から下野。自公連立を解消。
12月5日 - 第34回公明党全国県代表協議会において、この年代表に就任した山口が「山口ビジョン」を発表。「福祉の党」「教育の党」「平和の党」として、日本の将来を展望する3つの挑戦を掲げた。

### 2010年代
- 2010年（平成22年）

7月11日 - 第22回参議院議員通常選挙では9人が当選。議席は2議席減の19となり当選人数、比例での得票数も民主党、自民党、みんなの党に次ぐ4番手に後退。しかし山口と谷垣禎一総裁率いる最大野党・自民党との選挙協力が実り、連立与党の過半数獲得は阻止。
- 2012年（平成24年）

6月15日 - 公明党が議員立法として提出した違法ダウンロードへの刑事罰導入を盛り込んだ著作権法改正案（親告罪適用）が可決。
6月18日 - 民主・自民との消費税増税を基本とした三党合意を党として了承。
12月16日 - 第46回衆議院議員総選挙で31議席を獲得。自公連立政権が復活し、3年3か月ぶりに与党復帰。また、同日投開票の2012年東京都知事選挙では推薦候補の猪瀬直樹が圧倒的多数の得票数で当選を果たした。
12月26日 - 第2次安倍内閣が成立。前代表の太田が国土交通大臣として入閣。
- 2013年（平成25年）

7月21日 - 第23回参議院議員通常選挙で11議席を獲得。非改選議席を含めると20議席となった。
- 2014年（平成26年）

2月9日 - 2014年東京都知事選挙で都本部の推薦する舛添要一が当選。
6月24日 - 憲法解釈変更による集団的自衛権の行使を限定容認。
9月21日 - 党全国大会で党の執行体制、議決体制を明確化。中央幹事会と常任役員会の役割を立て分け、中央幹事会を常設の議決機関に、常任役員会を最高執行機関にそれぞれ変更した。
12月14日 - 第47回衆議院議員総選挙で35議席を獲得。
12月24日 - 第3次安倍内閣が成立。太田が再任。
- 2015年（平成27年）

10月7日 - 第3次安倍第1次改造内閣が成立。太田に代わり、石井啓一が国土交通大臣として入閣。
- 2016年（平成28年）

4月24日 - 前期補欠選挙投開票（北海道5区・京都3区）。このうち、北海道5区では自民党の公認候補・和田義明を支援し、無所属で民進・共産らが支援する野党統一候補との接戦の末、約12000票差で当選。
7月10日 - 第24回参議院議員通常選挙において公認候補者を擁立した7つの選挙区（埼玉・東京・神奈川・愛知・大阪・兵庫・福岡）で全勝。これは、公明党が参院選選挙区で獲得した議席として歴代最多である。また比例では7議席を獲得し、合わせて14議席を獲得した。これにより非改選議席と合計して、25議席となる。
7月31日 - 2016年東京都知事選挙で自民党や日本のこころを大切にする党と共に増田寛也を推薦したが、増田は小池百合子に大差で敗北した。
10月23日 - 2016年後期補欠選挙投開票（福岡6区・東京10区）。このうち、東京10区補欠選挙で推薦した若狭勝が、民進党公認候補と諸派の候補の2名を破って当選。
12月14日 - 東京都議会の会派・都議会公明党が、1979年から続いてきた自民党会派（東京都議会自由民主党）との連携を見直し、事実上の連立解消を表明。
- 2017年（平成29年）

3月13日 - 東京都知事小池百合子率いる地域政党・都民ファーストの会と公明党東京都本部は、7月開催の2017年東京都議会議員選挙に向け、相互に候補を推薦するなど選挙協力を行うことを発表。また、都民ファーストの会と都議会における公明党の会派「都議会公明党」が政策合意を締結したことも併せて発表。
7月2日 - 東京都議選投開票。都民ファーストの会との選挙協力の甲斐もあり、公認候補者全員の23人が当選。
10月22日 - 第48回衆議院議員総選挙投開票。自民・公明の連立与党では、全議席の3分の2となる310議席を獲得する大勝。しかしながら、公明党自体は選挙前は35議席を目指していたが9年ぶりに小選挙区で落選者が発生し、小選挙区8議席。比例代表も定数削減の影響を受け21議席の計29議席に終わった。
11月14日 - 都議会公明党が都民ファーストの会との関係解消の意向を示す。また、都議会自民党との関係修復を目指す考えも示した。
- 2019年（令和元年）

7月21日 - 第25回参議院議員通常選挙において公認候補者を擁立した7つの選挙区（埼玉・東京・神奈川・愛知・大阪・兵庫・福岡）で全勝。比例では7議席を獲得し、合わせて14議席を獲得した。これにより非改選議席と合計して、28議席となる。
9月11日 - 第4次安倍第2次改造内閣が成立。石井に代わり、赤羽一嘉が国土交通大臣として入閣。

### 2020年代
- 2020年（令和2年）

9月16日 - 菅義偉内閣が成立。赤羽が国土交通大臣に再任。
- 2021年（令和3年）

7月4日 - 東京都議選投開票。自民党との選挙協力を行い、公認候補者全員の23人が当選。
10月4日 - 第1次岸田内閣が成立。赤羽に代わり、斉藤鉄夫が国土交通大臣として入閣。
10月31日 - 第49回衆議院議員総選挙投開票。小選挙区の公認候補9名全員と比例区23名が当選。公示前から3議席増の32議席を獲得した（比例代表：得票数 7,114,282、得票率 12.38%）。自由民主党（261議席）、立憲民主党（96議席）、日本維新の会（41議席）に次ぐ第4党となり、自公両党では過半数の293議席を獲得して圧勝した。
11月10日 - 第2次岸田内閣が成立。斉藤が国土交通大臣に再任。
- 2022年（令和4年）

7月10日 - 第26回参議院議員通常選挙投開票。選挙区の公認候補7名全員と比例区6名が当選。公示前から1議席減の13議席を獲得した（比例代表：得票数 6,181,431.938、得票率 11.66%）。非改選との合計で27議席となり、自由民主党（119議席）、立憲民主党（39議席）に次ぐ第3党となった。自公両党では76議席を獲得して圧勝した。
8月10日 - 第2次岸田第1次改造内閣が成立。斉藤が国土交通大臣に留任。
12月15日 - ハラスメント防止や法令遵守に向けた政治倫理規範を改訂。対象を議員だけでなく秘書や職員にも拡大した上で、新たに「国民の模範となるよう、高い倫理観をもって、自覚と責任感ある言動に徹し、法令や社会的ルールを遵守する」などの文言を盛り込んだ。政治倫理規範は2005年に策定され、「常に大衆の代弁者として立党の精神を体現する」「党勢拡大に取り組む」など計7条から構成されている。また、インターネットでの適切な情報発信などを求めるガイドラインも策定した。
- 2023年（令和5年）

9月13日 - 第2次岸田第2次改造内閣が成立。斉藤が国土交通大臣に留任。
- 2024年（令和6年）

9月10日 - 山口那津男が次期公明党代表選に立候補せず、任期限りで退任することを表明。15年ぶりの党代表交代となり、山口の党代表在任期間は竹入義勝に次ぐ2番目の長さとなった。
9月18日 - 党代表選挙が告示され、幹事長の石井啓一のみ立候補を届け出たため、無投票での当選が決定（28日に党大会で就任予定）。
9月28日 - 党大会において、石井を新代表とすることが承認され、正式に就任。新執行部も発足。
10月27日 - 第50回衆議院議員総選挙投開票。公示前勢力から8議席減の24議席獲得にとどまり、大阪府内の小選挙区議席をすべて失ったほか、代表の石井も落選する大敗となった。自公両党でも追加公認候補を合わせても公示前から64議席減の215議席となり、過半数を割り込む。石井は代表を辞任する意向を示した。
11月9日 - 臨時党大会を開催。斉藤鉄夫の新代表就任を正式に承認。新役員も発表し、浜四津敏子の退任以降空席となっていた代表代行のポストに竹谷とし子を起用。
11月11日 - 第2次石破内閣が成立。斉藤に代わり、中野洋昌が国土交通大臣として入閣。
- 2025年（令和7年）

1月16日 - YouTubeにサブチャンネル「公明党のサブチャンネル」を開設。他党議員や著名人もゲストに招いて政治テーマを取り上げる。既存政党の動画コンテンツとしては異色の内容で、累計再生回数は開設から3か月で200万回を超える。
6月22日 - 東京都議会議員選挙投開票。創価学会本部のある新宿区で敗北、大田区で2人が共倒れして19議席にとどまり、1989年の都議選以来36年ぶりに全員当選が途切れた。
7月20日 - 第27回参議院議員通常選挙投開票。公示前勢力から6議席減の8議席にとどまり、1983年の比例代表制導入以降では過去最低となった。自公両党で非改選を合わせても過半数を割り込んだ。

## 政策

### 憲法・皇室典範
- 憲法改正論議について、党内には改正論と慎重論の2つがある[156]。自民党などが訴える自主憲法制定論とは異なり、時代の進展に伴い提起されている新たな理念・条文を加えて現行憲法を補強していく「加憲」という独自の立場をとる[157]。
- 新型コロナウイルスの感染拡大を受け、憲法上、オンラインでの国会審議は一定の条件下で許されるとの考えを示している。特に憲法第56条が定める議員の「出席」の解釈については、感染症の蔓延や巨大地震の発生で甚大な被害が発生した場合など、「一定の要件、条件の下」で「例外的にオンラインを活用し、決議することは憲法上も許容される」との見解をまとめている[158]。
- 「加憲」にあたって議論の対象としてきた「環境権」をめぐっては、個人が快適な環境を享受する権利を守るという観点ではなく、脱炭素社会の実現に向けて、国や国民が環境を保全する責務を規定する方向で議論を深めることとしている[159]。
- 2024年、安定的な皇位継承のあり方をめぐる党内案をまとめた。女性皇族には婚姻後も皇族の身分を保持させ、その配偶者と子どもには皇族の身分を認めないこととした。また、現行の皇室典範で禁じられている養子縁組を可能とし、養子については「一般国民として長く生活をされてきた」ことなどを理由に皇位継承資格は持たないことが適切とした[160]。

### 外交
- 紛争解決や国際協調を進めるためには対話による外交努力が欠かせないとして、「政党外交」に力を注ぐ。中国、韓国、ASEAN各国、ラテンアメリカ各国の首脳と対話を重ねてきたほか、シリア難民キャンプ、ガザ地区、ウクライナ避難民支援の現場で人道支援調査を実践するなどして関係強化に取り組んでいる[161]。
- 1990年代から地雷除去支援を推進し、探知機・除去機の開発予算確保と実証実験を日本政府に働きかける。2002年、それまで「武器」とみなされて輸出が制限されていた探知機について、「人道目的に貢献する機材」だとして制限を外させ、政府開発援助（ODA）でベトナムやカンボジア、アフリカ各国へ提供できるようにした[162]。
- 2015年、公明党代表の山口那津男は党の政治指針として「新しい中道」を唱えた。「新しい中道」とはポスト冷戦の「東西陣営と左右の対立が見えにくくなった時代」に「あるべき価値を見据え、一方に偏ったり、切り捨てたりせずに合意を形成していくこと」であると説明した[163]。
- 2022年2月に始まったロシアによるウクライナ侵攻を受け、代表の山口那津男らは、同年9月29日、首相の岸田文雄に対し、ウクライナへの支援強化に関する提言を渡した。暖房など避難民への支援強化や、2023年に広島市で開催されるG7サミットに合わせたウクライナ復興支援国会合の開催などを求めたとされる[164]。
- 2024年7月、代表の山口那津男はカンボジア首相のフン・マネットと会談し、ロシアによるウクライナ侵攻をめぐって、日本とカンボジアが連携してウクライナでの地雷除去を支援することが重要だとの認識で一致した[165]。
- 2025年5月、「公明党 平和創出ビジョン」を策定した。ビジョンの中核として、アメリカ合衆国や中国など少なくとも6か国が参加する枠組み「北東アジア安全保障対話・協力機構」の創設を掲げる[166]。核兵器国が非核兵器国に対して核兵器を使用しないことを約束する「消極的安全保障」の誓約と「先制不使用」の合意に向けて日本が積極的な外交を展開することや、AI（人工知能）技術の軍事利用を規制するための具体策を国際社会で議論することも求めている[167]。

#### 安全保障
- 結党以来、非核三原則の堅持を訴える[168]。「非核三原則」という言葉は、公明党が1967年（昭和42年）12月8日の衆議院本会議において「（米国からの）小笠原の返還にあたって、製造せず、装備せず、持ち込まずの非核三原則を明確にし得るかいなか、見通しを伺いたい」と取り上げたことで、初めて国会議事録に記載された[169]。
- 湾岸戦争の勃発を受けて日本の国際貢献のあり方が議論となると、「PKO5原則」（①停戦の合意、②当事国の受け入れ、③中立的立場、④武器使用は護身用のみ、⑤自国の独自判断のみでの撤退）を提案するとともに、PKF（国連平和維持軍）への参加の凍結を求め、政権与党である自民党に受け入れさせる[170][171]。1992年（平成4年）6月には自民・公明・民社の3党でPKO協力法を成立させた[172]。
- 2012年（平成24年）12月、自民党総裁安倍晋三の意向を踏まえて打ち出された「憲法改正で自衛隊を『国防軍』と明記する」という自民党の政権公約について、公明党代表の山口那津男は「定着した名称をことさら変える必要性はない」と述べ、反対する考えを示した[173]。
- 2014年（平成26年）6月、自民党との与党協議の結果、日本国憲法の解釈を変更し、他国を武力で守る効果を持つ集団的自衛権の行使を限定容認することで大筋合意した[174]。公明党代表の山口那津男は「新しい3要件で自衛権の行使の範囲を厳格にして歯止めをかけた」「他国を防衛すること自体を目的にする、いわゆる集団的自衛権は認めないことが今回の閣議決定だ」と説明している[175]。一方、公明党本部前では同時期に集団的自衛権行使容認反対デモが発生した[176]。
- 2022年（令和4年）、「国家安全保障戦略」など安全保障関連3文書の改定に携わる。日本を取り巻く安全保障環境の変化を理由に、反撃能力の保有を含むミサイル攻撃への対処・抑止力強化、自衛隊施設の老朽化対策、弾薬・誘導弾の確保、航空機や艦船の維持整備などを目的とする防衛費増額を決定した。増額分の財源については、まずはムダの削減や使われなかった予算の活用によって確保すべきと提言した[177]。
- 自衛隊の人材基盤の強化を主張する[178]。2023年（令和5年）、与党国家安全保障戦略等に関する検討ワーキングチーム座長代理で衆議院議員の佐藤茂樹は、「人的基盤の強化は長年の課題だ。立派な装備があっても人材なしには精強な自衛隊にならない」として自衛隊員確保の緊急性を指摘した[179]。
- 核兵器禁止条約締結国会議への日本のオブザーバー参加を訴える[180]。2025年（令和7年）3月、国連本部で開かれた第3回締結国会議に参議院議員の平木大作を派遣した[181]。平木は各国の国会議員会合で演説を行ったほか、核軍縮をめぐって国連事務局長（軍縮担当上級代表）の中満泉と意見を交わした[182]。

#### 日米関係
- 日米安全保障条約をめぐっては、公明党結党時の1964年（昭和39年）には「発展的解消」を主張し、昭和40年代には「段階的解消」「早期解消」を主張していた。「創共協定」締結直前の1974年（昭和49年）1月の中央委員会では「即時解消」を主張した。「創共協定」が党内の反対を受けて空文化し始めた1975年（昭和50年）10月には事実上の存続を認める「合意廃棄」と軟化し、1981年（昭和56年）1月の公明党大会で日米安保、自衛隊、原子力発電を容認することを表明した[183]。
- イラク戦争をきっかけとする日本の自衛隊イラク派遣をめぐっては、2003年（平成15年）12月に公明党代表の神崎武法がイラク南東部の都市サマーワを電撃訪問し[184]、現地の治安状況を視察した上で賛成した[185]。2007年（平成19年）6月には改正イラク特措法（期限を2年間延長）の成立にも賛成した。
- 2007年（平成19年）3月、公明党代表の太田昭宏は、憲法改正について「自民党の改正案は集団的自衛権の行使を認めることが裏にあるが、われわれは集団的自衛権を認めない」と強調した[186]。
- 2008年（平成20年）1月、衆議院の再議決を経て成立したアフガニスタン駐留米軍への自衛隊による給油支援を定めたテロ対策海上阻止活動に対する補給支援活動の実施に関する特別措置法（補給支援特措法）に賛成した。
- 2013年（平成25年）9月、公明党代表の山口那津男を団長とする訪米団が訪米し[187]、連邦議会や政府、国連関係者30人と会談した[188]。元国務長官ヘンリー・キッシンジャーとの会談では、山口が「オバマ大統領が次に来日されれば、広島、長崎を訪問してもらいたい」と述べ、キッシンジャーが「大統領と会う機会があれば、山口代表のメッセージを伝えたい。訪日の際、広島や長崎を訪問することは重要だ」と応じる一幕もあった[189]。

#### 日中関係
- 結党以来、中華人民共和国との関係を重視していることから「親中」と評されることがある[190][191][192]。
- 1964年の公明党結党大会で採択した活動方針で、日中国交正常化を提唱する[191]。1972年には公明党委員長の竹入義勝が訪中し、中国首相の周恩来と会談した。その時に竹入が記録した竹入メモは、日中国交正常化に向けた日中交渉の契機となった[193][194]。
- 日中善隣友好協力関係の発展を重視しており、日中関係は最も重要な二国間関係であるとしている[195]。
- 2020年11月、中国・全国人民代表大会常務委員会の決定に基づき香港立法会の民主派議員が議員資格を剥奪されたことに関し、幹事長の石井啓一は「中国は一国二制度をきちんと守るという国際的な公約をぜひ守ってもらいたい」「中国の内政問題という側面と、一国二制度を一定期間守るといった国際公約との兼ね合いという問題がある」と指摘した[196]。
- 2021年6月14日、中華人民共和国による人権侵害をめぐる対中非難決議の採択が国会で見送られたことについて、門田隆将は「公明の反対」のためだと主張した[197]。
- 2022年2月1日、衆議院本会議で、中国による新疆ウイグル自治区などでの人権問題に関して「新疆ウイグル等における深刻な人権状況に関する決議」が賛成多数で採択された。北京冬季オリンピック開幕前に人権を重視する姿勢を示した形だが、盛り込む予定だった「人権侵害」や「非難」の文言は公明党の要請を受けて削除され、中国を明示することも避けた[198][199]。

### 経済
- 2008年後半から深刻な状態に陥った日本経済に対して、ゼロ金利や量的緩和も視野に入れた金融政策や、大規模な財政出動など政策を総動員していく必要性を強調した[200]。
- 2022年の参議院議員選挙の公約として、「人への投資を強化し持続的な賃金上昇を実現」し、「短時間制社員制度の導入拡大など働き方を自由に選べる社会」を構築するとの経済政策を公表した。特に、持続的な賃上げを実現するため、有識者による第三者委員会を設置し、賃上げの実施状況や企業間格差などを検証するなどと発表した。このほか、女性デジタル人材の育成や、科学技術イノベーション、エネルギー安全保障と2050年カーボンニュートラルの両立、デジタル基盤の整備促進とイノベーションの創出を掲げている[201]。
- ロシアによるウクライナ侵攻に伴う物価高に対応する措置がないとして、公明党代表の山口那津男は、2022年3月22日、補正予算の編成も視野に検討する必要があると明言した。その後も断続的に補正予算の編成を求める発言を繰り返したが、自民党からは慎重な姿勢を示された[202]。4月19日には自民・公明両党の幹事長・政務調査会長間で話し合いがなされたが、協議は継続となった[203]。19日の協議から2日後の4月21日、物価の上昇を踏まえた緊急対策の財源をめぐり、両党は今年度予算の予備費を活用するとともに、予備費の積み増しなどのため補正予算案を編成して国会に提出するよう政府に求めることで合意した[204]。
- 2022年9月、幹事長の石井啓一と政務調査会長の高木陽介は、首相の岸田文雄に対し、2022年10月にもまとめる総合経済対策に関する提言を手渡した[205]。その場で、石井は「電気・ガス料金の高騰対策をしっかりやってほしい」と要請。岸田は「提言をしっかりと受け止める」と述べた上で、特に電気料金について「大事なポイントだ」と語った。公明党が電気料金に関し、具体策の構築が難しくもどかしさを感じていたが、国民・事業者から大変重荷になっているとの声を受け、要請に踏み切ったとされる[206]。一方、ガス料金については明確な返答がなかったため、第210回国会（臨時会）において、代表の山口那津男が電気代のみならずガス代についても負担軽減策をとるべきだと重ねて訴えた。同年10月11日に行われた自民・公明両党の党首会談においても、山口は「ガス代も併せてやらないと公平性が保たれない」と岸田に要請[207]。3日後の10月14日に改めて党首会談を行い、両者は電気や都市ガスの価格上昇について負担軽減策を導入する方針を確認した。電気料金については、2023年1月にも負担軽減策を実施するとした[208]。
- 財政を育てることで政策実現の財源を創出するとして、日本版政府系ファンド（ソブリン・ウエルス・ファンド）の創設を提案する。2025年6月、政務調査会長の岡本三成は、年金積立金管理運用独立行政法人（GPIF）などの経験を活用して国の資産を計画的に運用し、運用益を「日本人一人一人の生活を支援するような財源に使っていきたい」と主張した[209]。

### 福祉
- 結党以来、福祉に力を入れてきた側面があり、「福祉の党」と呼ばれることがある[210][211]。
- 1973年（昭和48年）、高田馬場駅で発生した視覚障害者の転落死亡事故を受け、衆議院議員の大久保直彦が国会で「点字ブロック等のホームでの設置」を訴える[212]。この結果、全国の鉄道駅ホームで点字ブロックが設置されるようになった[213]。一方、点字ブロックのみでは転落防止に不十分だとしてホームドアの設置も推進し、2000年（平成12年）、交通事業者に駅のバリアフリー化を義務付ける交通バリアフリー法を成立させた[213]。
- 1982年（昭和57年）、突っ込んできた自動車から主人を庇って盲導犬が重傷を負った「盲導犬サーブ」の事例をめぐって、衆議院議員の草川昭三が政府から「盲導犬は視覚障害者の身体の一部」との答弁を引き出す[214]。これを機に、事故に遭った盲導犬にも自賠責保険が支払われるようになった[215]。
- 1998年（平成10年）11月の再結党大会で「不妊治療の保険適用の実現」を基本政策大綱に盛り込み、2000年（平成12年）には党女性委員会が人工授精や体外受精の保険適用を求める約55万人分の署名を政府に提出した[216]。2004年（平成16年）、公明党から入閣していた厚生労働大臣の坂口力の関与もあり、国による治療費助成が開始される[216]。その後も党として助成費の増額や所得制限の緩和を推進し、2020年（令和2年）6月には保険適用の検討を開始するよう政府に提言した[216]。2020年自民党総裁選で不妊治療の保険適用を訴えた菅義偉が首相に就任すると、不妊治療の負担軽減や保険適用の実現を政府に相次いで提言し[217][218][219]、2022年（令和4年）4月に保険適用が開始されるに至った。
- 1999年（平成11年）、小渕内閣に「地域振興券」の発行を強く迫り実現させる[186]。
- 2000年（平成12年）、衆議院議員の池坊保子が中心となり[220]、児童虐待の定義を初めて定めた児童虐待防止法を超党派の議員立法で成立させる。
- 2003年（平成15年）、党のマニフェストで、少子高齢化が進んでも現役世代の平均収入の50%以上を保証する「年金100年安心プラン」を発表する。
- 2005年（平成17年）、自民党とともに、福祉サービスにおける障害種別の一元化、障害者の就労移行支援創設、福祉サービス利用料の原則1割自己負担などを定めた障害者自立支援法を成立させる。
- 2007年（平成19年）、高額療養費制度の改善に取り組み、病院の窓口で「認定証」などを提示すれば負担限度額の支払いだけで済むよう制度を改めさせた[221]。2025年（令和7年）に同制度の自己負担上限額引き上げが取り沙汰されると、政府・自民党を説得し[222]、予算案の再修正によって引き上げを見送らせた[223]。
- 2010年（平成22年）7月の参院選に向けて発表したマニフェストで、うつ病や児童虐待など、日本が抱える新しい福祉問題（「新しい福祉」）の解決に重点的に取り組む姿勢を示す。また、民間・公共住宅の空家をリフォームし、非正規労働者や年金生活者などの住宅困窮者に低家賃で提供する「セーフティネット住宅100万戸供給作戦」の実施を明言する[224]。
- 2012年（平成24年）、都議会公明党の推進によってヘルプマークとヘルプカードを誕生させる[225]。全国の地方自治体でも公明党議員が導入を推進し[226]、2021年（令和3年）には全都道府県でヘルプマークとヘルプカードが導入されるに至った[227][228]。
- 2021年（令和3年）5月31日、政務調査会長の竹内譲らが、行政の縦割りを排した司令塔機能を担う「子ども家庭庁」創設などを首相の菅義偉に提言した[229]。当初は自民党の自見英子らによって「こども庁」という名称で設置を進める動きもあったが、のちに「こども家庭庁」という名称で設置が決まった。

#### 子育て支援
- 児童手当は、都議会公明党の働きかけにより、1969年に東京都独自の制度として創設された[230]。国レベルにおいては、1968年に公明党が児童手当法案を国会へ提出、1972年に国の制度として創設された[231]。その後、1999年に公明党が参加する自公連立政権が発足し、児童手当は2000年度には3歳未満から義務教育就学前まで対象が拡大された。2001年度には所得制限が緩和され、2004年度には小学校3学年終了前まで対象を拡大される。2006年度には小学校6学年終了前まで対象を拡大し、所得制限も緩和された[232]。2009年に発足した民主党政権の厚生労働大臣や首相からも、児童手当に関する公明党のそれまでの取り組みに対し、「本当に社会的に大きな役割を果たした」「この功績は大きい」などと複数回答弁されている[233] [234] [235] [236]。
- 政務調査会長の高木陽介は、第210回国会の衆議院予算委員会において、結婚から妊娠・出産・子育てまでのライフステージや、子どもの年齢などに応じた支援の拡充を主張した。首相の岸田文雄から、2023年に策定する骨太の方針に「将来的に倍増を目指していく上での当面の方針、すなわち倍増への道筋について示していきたい」との答弁を引き出した[237][238]。
- 2022年10月14日、代表の山口那津男が首相の岸田文雄に対して子ども・子育て支援の要請を行った。支援が手薄な0歳から2歳の低年齢期に焦点を当て、妊娠時から出産・子育てまでの伴走型の相談支援と経済的な支援の充実を継続して実施することや、来年度当初予算によって出産育児一時金の大幅な増額を行うことが柱である。会談の結果、山口と岸田は同月末に取りまとめる「総合経済対策」にこれらの内容を盛り込むことを確認した[239]。これを受け、政府が同月28日に閣議決定した総合経済対策には、妊娠時から出産・子育てまでの一貫した伴走型相談支援と経済的支援（妊娠届出時と出生届時を通じて計10万円支給）を一体的に実施する事業を創設・継続することや、2023年度当初予算により出産育児一時金を大幅に増額することが盛り込まれた[240]。
- 2022年11月8日、子育て支援に関する予算を大幅に拡充し、結婚や出産から高等教育までの子育て支援策を一体的に充実させる「子育て応援トータルプラン」を発表した[241]。若者が希望をもって将来を展望できるよう雇用環境を整備し、経済的基盤を安定させるとともに、0歳から2歳までの保育の無償化、児童手当の対象の拡大（18歳まで）、高校3年生までの医療費無償化などを盛り込んだ[242]。
- 2023年の統一地方選挙における重点政策として、児童手当の所得制限を撤廃し、18歳まで対象を広げることを掲げた。さらに子育て支援策として、医療費の無償化を高校3年生まで拡大することや、0〜2歳児の保育料無償化の要件緩和、専業主婦家庭も利用できる保育制度の導入などを掲げた。女性や若者向けの政策としては、給付型奨学金や授業料減免について理工農系学生のうち中間所得層まで対象を拡大することや、女性が休暇を取りやすい環境の整備を掲げた。物価高対策としては、電気・ガス料金の負担を軽減するため、予備費などを活用して機動的に対応するとした[243]。
- 2023年3月14日、政府が月内にとりまとめる追加の物価高騰対策に対する党提言の概要を発表し、翌15日に首相の岸田文雄に提言した。提言では、住民税非課税対象など低所得の子育て世帯に対して子ども1人につき5万円を支給することや、自治体が自由に使うことができる地方創生臨時交付金を積み増してLPガス料金などの負担軽減を図ることなどを要請[244]。これを受け、岸田は「低所得層に1世帯当たり3万円の給付を行い、そしてひとり親を含む低所得の子育て世帯には児童1人当たり5万円の給付金を支給することを検討する」と表明した。なお、自民党も同日、岸田に追加の物価高対策を提言している[245]。
- 2023年3月28日、少子化対策の強化に向けた政策提言を首相の岸田文雄へ申し入れた。少子化の現状を「社会機能を維持できるかどうかの瀬戸際」だと指摘し、政府が「緊急事態宣言」を発令して今後3年間を「集中期間」と位置づけ、児童手当の対象年齢を18歳まで引き上げることや、所得制限の撤廃、多子世帯への加算に優先的に取り組むよう求めた。また、高校3年生までの医療費や高校・大学、給食などの無償化の拡大、雇用形態に関わらず育児休業を取得できるようにすることや、奨学金返還の負担軽減等を求めた。岸田は「しっかり受け止めて、たたき台に反映できるよう努力していきたい」と応じた[246]。
- 2023年5月29日、政務調査会長の高木陽介らは、2030年までに子育て関連の予算を倍増させることなどを首相の岸田文雄に提言した。児童手当は2024年度から所得制限を撤廃し、支給期間を高校卒業まで延長するほか、第3子以降は1万5000円の支給額を倍の3万円に増額することを求めた。また、大学などの授業料の減免について、多子世帯の中間所得層などにも拡大すべきと訴えた。必要な財源については、徹底した歳出改革により国民に安易な追加負担を求めないよう要請。岸田は「与党の意見も反映して政府案を最終決定したい」と応じた[247][248]。

#### 男女共同参画
- 男女共同参画を強く推進している。内閣府男女共同参画局や各自治体男女共同参画課による施策の予算獲得に関して主導的な役割を果たしており、自公連立政権以降は男女共同参画関連予算増額などを求める[249]。
- 女性専門外来の開設を後押ししている[250]。2003年には、公明党女性局として女性専門外来の設置を求める署名運動を全国で展開。党石川県本部女性局も同年に署名運動を実施し、石川県知事の谷本正憲に対して約4万人の署名簿を提出した。この結果、石川県立中央病院に女性専用外来（女性内科）が開設され、2018年にはその専用外来が全国初の「エリア」に発展した[251]。
- 2006年、公明党厚生労働部会と女性委員会「男女共同参画・人権擁護推進プロジェクトチーム」が合同会議を開き、女性医師の出産・育児と仕事の両立、就業支援のあり方をめぐって議論を行った。この際、代表代行の浜四津敏子は「女性医師が就労を継続できる環境を整備するため、男女共同参画社会の形成に粘り強く取り組んでいく」と決意を述べている[252]。
- 結婚する際に夫婦で同じ姓にするか別々の姓にするかを選択できるようにする選択的夫婦別姓制度の法制化を推進している[253]。2015年2月に政務調査会長の石井啓一が「党として法改正の検討に着手する」と表明し[254]、同年12月には参議院会長の魚住裕一郎も「国会で議論をまきおこしたい」と主張した[255]。2016年1月には代表の山口那津男も「国会で議論を深め、時代に応じた立法政策を決めていくのが政治の責任だ」と述べている[256]。一方、2015年12月には「連立政権の足並みの乱れを生じさせたくないため、この問題について連立を組む自民党を積極的に説得していない」とも報道された[255]。
- 女性専用車両を痴漢対策の観点から推進する[257]。2021年9月に日本若者協議会（室橋祐貴代表理事）から提出された痴漢対策の強化を求める約2万8000人のオンライン署名と要望書を受け、都議会公明党は、同協議会と連携して都営地下鉄の女性専用車両拡大に取り組んだ。2023年1月、都営大江戸線に女性専用車両が導入された[258]。

### 健康・医療
- 前身の公明政治連盟時代から公害問題の解決に取り組む。1967年には参議院議員の矢追秀彦が富山県の神通川流域で調査を繰り返し、国会で取り上げるなどしてイタイイタイ病の公害病認定を導いた[65][259]。1969年には「公害総点検」と称し、党地方議員約1,500人が日本全国の750調査区を調査するキャンペーンを実施する[260]。こうした取り組みについて、作家の有吉佐和子は「公害に最も大きい関心を寄せ、熱心に勉強し、実績をあげている政党は、どの革新政党よりも公明党だと、住民運動をしている人たちは口を揃えて言う」と評した[261]。
- 1978年、衆議院議員の草川昭三が受動喫煙の問題性を国会で指摘する[262]。この質疑をきっかけに国立病院の待合室が禁煙化され、新幹線にも禁煙車両が設置されるようになった[263]。
- 1989年、参議院議員の常松克安が国会質問に立ち、救急隊員にパラメディック（高度な応急処置）を認める制度の導入を迫る[264]。医師法の壁が立ちはだかったが、常松は全国の消防署への訪問を重ね、1990年5月に政府から「制度導入が我が国にも喫緊の問題として必要であろう」との答弁を引き出す[265]。この質疑を踏まえて1991年に救急救命士法が成立し、1992年に3177人の救急救命士が誕生した[264]。
- 全国の地方議会で白内障手術の助成に取り組み、1992年1月までに約130の自治体で公費助成を実現させる[266]。国レベルにおいては公明党書記長の市川雄一による国会質問が決定打となり、1992年4月から白内障手術の保険適用が始まった[267]。
- 1997年、さい帯血バンクを支援するボランティア団体の会合に参議院議員の浜四津敏子が出席したことをきっかけに、公明党女性局としてさい帯血移植推進の署名運動を開始する[268]。公明党の主導で全国の地方議会から意見書が提出され[268]、1998年4月、さい帯血移植の保険適用が実現した。1999年8月には公的さい帯血バンクが国の支援で立ち上がった[269]。
- 2001年、熊本地方裁判所が国によるハンセン病患者隔離政策を憲法違反と断じ、国に賠償を命じた判決をめぐっては、公明党から小泉内閣に入閣していた厚生労働大臣の坂口力が控訴断念の政治決断を導いた[270]。2019年8月には、党としてハンセン病患者家族の救済に向けた対策本部を立ち上げた[271]。
- 2003年、全都道府県におけるドクターヘリの整備を政策綱領に明記する[272]。参議院議員の渡辺孝男を座長として「ドクターヘリ全国配備推進プロジェクトチーム」を設置し、2006年7月に党独自の法案骨子を発表した[272]。この公明党案を土台に与党ドクターヘリワーキングチームで議論が重ねられ、2007年6月にドクターヘリ法が公布されるに至った[273]。
- 2007年、参議院議員の松あきらが国会質問で子宮頸がん予防ワクチン（HPVワクチン）の早期承認を要望し、党としても首相の麻生太郎に早期承認と公費助成を申し入れる[274]。2009年には子宮頸がん・乳がん無料検診クーポンが盛り込まれた2009年度第1次補正予算案が成立し、厚生労働省がHPVワクチンを承認した。2010年、党として「子宮頸がん予防法案」を参議院に提出し、首相の菅直人から法案について「できるだけ前向きな形で取り組むべき」との答弁を引き出す[275]。2010年度補正予算で国が助成費の半額負担を決めたことで、費用助成を実施する自治体は2011年4月までに99.9%まで拡大した[276]。2023年5月には、党女性委員会が自治体でのHPVワクチン定期接種の円滑実施を政府に提言した[277]。
- 2012年、参議院議員の木庭健太郎を座長として「災害時多目的船検討プロジェクトチーム」を設置し、病院船の導入をめぐって議論を本格化させた[278]。後任の座長である横山信一が超党派の合意を取りまとめ、2021年6月、議員立法で病院船推進法を成立させる[279]。2023年5月には病院船の整備に関する提言書を防災担当大臣の谷公一に手渡し[280]、病院船は2026年1月から運用開始されることが決まった[281]。
- 参議院議員の秋野公造は、ピロリ菌が胃がんの原因であることを政府に質し、2013年にピロリ菌の除菌治療への保険適用範囲を慢性胃炎まで拡大させた[282]。一方、抗菌薬が効かない薬剤耐性を持つピロリ菌への対応として、ピロリ菌による感染症を感染症法上の「5類」に位置付けるよう訴えている[283]。
- 新型コロナウイルスワクチンをめぐり、内閣官房は当初はアビガンによる軽症者治療を優先する方針だったが、参議院議員の秋野公造は重症化予防を優先すべきだとしてレムデシビルの使用を訴えた[284]。秋野の提言による治験を経て、厚生労働省は2020年5月にレムデシビルを治療薬として承認した[285]。新型コロナウイルス感染症による日本の重症者・死亡者が他国と比べて少ない理由について、秋野はレムデシビルの効果だと主張している[284]。
- 2023年に成立した改正気候変動適応法に基づく措置として「熱中症特別警戒アラート」の導入を推進し、同アラートは2024年度から運用されることとなった[286]。

### 労働
- 国の借金は1998年（平成10年）には約408兆円だったのに対し、2008年（平成20年）には約607兆円と約1.5倍に膨れ上がった[287]。財源を確保するため自公連立政権として2003年（平成15年）に健康保険の本人負担増（2割→3割）を実施し[288]、公明党としてはホワイトカラーエグゼンプションへの支持を表明した[289]。
- 若年者の就労支援としてジョブカフェの設置を推進し、2003年（平成15年）の政府の「若者自立・挑戦プラン」にジョブカフェの整備促進を盛り込ませた[290]。2004年には整備を求める党青年局の署名運動を全国で展開し、同様の機能を担う施設がすでにあった香川県を除く全都道府県でジョブカフェの設置が実現した[291]。
- 精神疾患やコミュニケーションの問題を抱える若年者の就労支援施設として、地域若者サポートステーション（サポステ）の設置を推進する。2006年（平成18年）から2022年（令和4年）までの累計利用件数は700万件を超え、サポステの支援を受けて就職・職業訓練に進んだ利用者は2022年度だけで1万2613人に上った[291]。
- 高年齢者雇用安定法の改正を主導し、2006年（平成18年）4月から雇用確保措置（①定年の引き上げ、②継続雇用制度の導入、③定年廃止のいずれか）を講ずるよう事業主に義務付けた[292]。2021年（令和3年）にも同法の改正に再び取り組み、70歳までの希望者の就労機会の確保を企業の努力義務として設けた[293]。
- 働き方改革関連法の制定に取り組み、時間外労働の罰則付き上限規制の創設、正規と非正規の不合理な待遇差を解消する同一労働同一賃金の実現に向けた規定の整備、終業から始業まで一定の休息時間を確保する勤務間インターバル制度導入の努力義務化を法案に反映させた[294]。

### 税制
- 特別会計の廃止を含めた合理化を提唱する[295]。
- 野田内閣下において民主党・自民党と三党合意を結び、消費税増税に賛成の立場をとるが、弱者への配慮から消費税への「軽減税率」導入を政策の柱の一つとしている。軽減税率の制度については、2012年6月13日の衆議院の公聴会でSAPジャパンのコラムニストであった田淵隆明が制度設計を提案して話題となった。公明党は田淵の意見を軽減税率の制度設計に取り入れた[129]。
- 公明党が自民党に対して軽減税率の対象に新聞を含めるよう強固に主張した理由について、実業家の堀江貴文はTOKYO MX『5時に夢中!』で「公明党がなんでそんなに言ってるかっていうと、支持母体の聖教新聞（にかかる消費税）が8％から10％になったら、激減すると思うんですよ、契約が」と私見を述べた。司会者から軽減税率は食品が中心ではないかと指摘されると、堀江はさらに「新聞が本命なんですよ、絶対にそうだと思う」と持論を繰り返した[296][注釈 10]。
- 2020年度税制改正では、公明党の主張で配偶者と離婚・死別したひとり親世帯を対象に年間で最大35万円を所得控除する「寡婦（夫）控除」を未婚のひとり親にも適用することが決まった。当時、自民党は伝統的な家族観と異なると反対してきたが、多様な家族の形も尊重するとして賛成に回った。また、自民党幹事長代行の稲田朋美など伝統的な家族観を重視する保守系女性議員の支持もあり、未婚のひとり親に対する「寡婦（夫）控除」が盛り込まれたと言われている[299][300]。
- 2025年度税制改正では、所得税が課され始める年収「103万円の壁」の見直しをめぐり、自民党・国民民主党と合意に向けて協議した。3党では合意に至らなかったものの、公明党案を基に課税最低限を160万円に引き上げる税制改正関連法が成立した[301]。この法改正によって年収850万円以下の中間所得層についても2026年まで基礎控除が上乗せされ、約8割の納税者に1人当たり年2万〜4万円程度の減税が実施されることになった[302]。また、アルバイトで働く大学生年代を扶養する親の税負担を軽くする特定扶養控除については、子どもの年収要件が103万円から150万円に緩和された[303]。
- 2025年5月、代表の斉藤鉄夫は、食料品の消費税率について現行の8％から5％へ引き下げるのが一案だとの考えを示した[304]。同年6月には「消費税の軽減税率が今のままでいいとは思っていない。食料品の軽減税率8％は世界的にも高い。社会保障と税の一体改革の考え方の中で5％を目指していく」と主張した[305]。

### 行政
- 国と地方の公務員の1割削減や予算の重点化・効率化による公共事業費の縮減、国家公務員の天下り管理、退職金の受給制限などを提案してきた。一方、自公連立政権で国土交通大臣を務めた冬柴鐵三は大臣時代、独立行政法人の改革を推進する自民党所属の行政改革担当大臣渡辺喜美と意見が対立し、野党や公明党内から冬柴に厳しい意見が出た[306]。
- ハッピーマンデー制度を推進し、「成人の日」をはじめとする国民の祝日の月曜化を実現させた[307]。
- 永住外国人地方参政権付与に賛成する[308][309]。
- 公明党は参議院の法務委員長のポストを40年以上に渡り独占している[注釈 11][310]。

#### 治安
- 「共謀罪」法案成立に賛成の立場をとる。2006年（平成18年）5月19日、自民党と共に衆議院法務委員会で「共謀罪」法案を強行採決する姿勢を見せていたが、採決は見送られた。2017年（平成29年）、「共謀罪」の構成要件を改めて「テロ等準備罪」を新設する「組織的な犯罪の処罰及び犯罪収益の規制等に関する法律等の一部を改正する法律案」に賛成した。
- 2013年（平成25年）12月、特定秘密保護法に賛成した。
- 「空き交番」の解消に取り組むとともに[311][312]、警察キャリア（国家試験1種採用者）の現場経験期間延長や優秀なノンキャリアの登用を推進するなど、警察行政における「現場重視」の姿勢を打ち出す[313][314][315][316][317][318][319][320]。
- 民間警備員やボランティアを活用した地域の防犯パトロール政策に関与し[321][322][323][324][325]、学校の安全管理体制強化やスクール・ガードの配置も訴える[326][327][328][329][330][331][332][333]。

#### 消費者政策
- 公明党は消費者問題への対応として、消費者庁の設置[334]をはじめ、消費者団体訴訟制度の導入[335]、加工食品へのアレルギー原因物質の表示義務化[336]などを国会での質疑などを通じて推進し、実現してきた。
- 偽造・盗難キャッシュカードによる不正引き出しについて金融機関が原則的に被害額を全額補償する「預貯金者保護法」[337]や、国民運動として食品ロスの削減を推進する「食品ロス削減推進法」[338]を、それぞれ議員立法により成立させた。
- ジュース缶などにおける「果汁○％」やビールの製造年月の表示を義務付けさせた。また、塩素系漂白剤と酸性洗剤を混ぜ合わせることで有毒な塩素ガスが発生することを消費者に知らせるため、容器の目立つ部分に「まぜるな危険」と大きく表示することを義務付けさせた[339]。
- 政務調査会長の高木陽介は、2022年（令和4年）10月17日の衆議院予算委員会において「旧統一教会をめぐる問題について、悪質な寄附の要請を規制する新たな立法の検討を含め、被害の防止に万全を期していくことが必要」と主張。首相の岸田文雄から「寄附について法制的対応の是非を検討する」旨の答弁を引き出した[340]。その後、宗教法人に限らず、法人等による不当な寄附の勧誘を禁止する新法[341]と、「霊感」などによる告知を用いた勧誘に対する取消権の範囲拡大・行使期間延長を盛り込んだ消費者契約法等改正法[342]が同年秋の臨時国会へ提出され、12月に成立した[343]。

#### 携帯電話政策
- 1999年、携帯電話の通信料引き下げを求める署名運動を展開し、1352万人分の署名を政府に提出する。2019年には政策アンケートで「携帯料金の削減」を掲げ、中途解約の違約金の上限引き下げなどを盛り込んだ法改正を実現した[344]。2020年には衆議院議員の国重徹らが携帯電話会社の競争を促す環境整備を総務省に提言し、これを踏まえた行動計画が策定された結果、2021年から各社が従来よりも割安な新料金プランを提案し始めた[344]。
- 携帯電話番号を変えることなく携帯電話会社を乗り換えられる番号ポータビリティ制度の導入を求め、2003年に署名運動を展開する。国会質問でも制度の導入を粘り強く要望し、2006年10月に同制度がスタートした[345]。
- 携帯端末を自社回線でしか使えないようにするSIMロックについて、2020年10月、要件を満たせば利用者の申し出がなくても解除されるよう政府に緊急提言した。これを踏まえ総務省は不要なSIMロックの解除方策を検討し、2021年10月からSIMロックが原則禁止されるようになった[346]。

### 教育
- 結党当初から教育を理念の一つとして掲げている。参議院議員の柏原ヤスは、1963年3月13日の参議院本会議において、義務教育の教科書代に充てる予算を削減している政府の消極的な姿勢や教科書無償配布の将来の見通しなどについて質問した。この質問の答弁に立った首相の池田勇人が「おそくとも（昭和）41年度までには義務教育の教科書を全部（無償で）出したいという考え」を表明したことで教科書の無償配布が前進した[347]。
- 公立小中学校へのエアコン設置を推進している[348]。1991年に東京都港区議会議員の山越明が気温上昇の比較調査を根拠にエアコン設置を主張し、港区の小中学校では2005年に全普通教室へのエアコン設置が完了した[349]。都議会公明党の主張によって都独自の財政支援策が講じられた結果、2014年には多摩地域を含む都内全域で普通教室のエアコン設置率がほぼ100％となった[349]。国レベルでも、2018年、公明党の要請によって公立小中学校の全普通教室へのエアコン設置に向けた緊急対策が同年度補正予算案に計上された[350]。公明党の一連の取り組みについて、公明党代表の山口那津男は「きのう、きょう、熱中症（が深刻）だからエアコンが必要だと言ったのではない」と強調している[349]。2024年9月までに全国の小中学校の普通教室でエアコン設置がほぼ完了したことから、公明党は教室に続き体育館へのエアコン設置に注力している[351]。
- 2001年、子ども読書活動推進法の成立を推進し、毎年4月23日を「子ども読書の日」と制定させた[352]。同法成立後、2012年までに全国77%の小中学校で「朝の10分間読書」が定着するに至った[353]。「子ども読書運動プロジェクトチーム」座長で衆議院議員の池坊保子は、「朝の10分間読書」によって学習環境が改善されたとの見解を示した上で[354]、「インターネットの情報を駆使する感性は読書で養うことができる」と主張している[353]。
- 2006年、幼児教育の無償化を重点政策に掲げる。2019年10月より3歳から5歳までのすべての子どもたちの幼稚園・保育所・認定こども園の費用が無償化となり、住民税非課税世帯の0〜2歳児についても無償化された。
- 2006年、教育基本法の改正案に「愛国心」という言葉を盛り込むことに反対した。自民党案の「郷土と国を愛し」という文言について「戦前の国粋主義を連想させる」と反対し、代わりに「郷土と国を大切にし」との表現を盛り込ませた[355]。
- 2014年、青年委員会として「青年政策アクションプラン」を首相の安倍晋三に提言し、返済不要な給付型奨学金の創設を提案する[356]。公明党の主張を反映し、2018年度から制度が本格実施された[357]。この制度には、社会的養護を必要とする大学生などに入学時24万円を給付するなどの特別配慮策が設けられているほか、低所得世帯については成績基準を撤廃するなどの規定も設けられている[357]。2020年、大学生などへの給付型奨学金と授業料減免の対象範囲と金額が広がった[358]。
- 2017年の衆議院総選挙で私立高校の実質無償化を公約に掲げる[359]。2020年4月、全国で私立高校の授業料の実質無償化がスタートした[358]。2025年2月には、高校授業料への就学支援金について2026年度から所得制限を撤廃し、私立加算額の上限を45万7000円に引き上げることで自民党・日本維新の会と合意した[360]。教材費など授業料以外を支援する低所得世帯向けの「高校生等奨学給付金」については、公明党の主張を踏まえ、中所得層世帯も含めた支援の拡充が確認された[361]。
- 子育て支援と教育を国家戦略と位置付け、全世代型社会保障の構築や「誰も取り残されない教育立国」を目指している。2022年の参議院議員選挙では、出産育児一時金の増額、高校3年生までの子ども医療費無償化、孤独・孤立対策の交付金新設、ヤングケアラーの支援拡充、給付型奨学金の所得制限緩和などに取り組むことを重点政策に掲げた[362]。
- フリースクールへの支援強化を推進している[363]。都議会公明党による取り組みの結果、東京都では2024年度から都内在住の小中学生を対象に月最大2万円のフリースクール利用料助成が開始された[364]。一方、2024年6月、衆議院議員の浮島智子は文部科学大臣の盛山正仁に対し、不登校の児童・生徒が欠席中にフリースクールなどで学習した成果を成績評価に反映するよう提言した[365]。公明党の訴えを受け、同年8月、文部科学省は学校教育法施行規則を改正し、欠席中の学習成果を成績評価に反映できることを法令上明確化した[366]。

### 文化・芸術
- 新型コロナウイルスの感染拡大によるイベント自粛が相次いだことを受け、衆議院議員の浮島智子は、音楽や演劇、ミニシアターなどの関係者から聞き取りを行い、活動継続支援策の具体化に着手した。当初、文部科学大臣の萩生田光一は支援実施を明言せず、財務省は持続化給付金による対応で十分との認識を示していたが、浮島が中心となって働きかけた結果、2020年度第2次補正予算案に総額560億円の「文化芸術活動への緊急総合支援パッケージ」が計上されるに至った[367]。一連の取り組みについて、日本劇作家協会会長の渡辺えりは「公明党は、日本の文化芸術が直面する窮状を理解し、粘り強く財源確保などに当たってくれた」と評している[367]。
- 若いクリエイターらを育成するため、作品の企画から交渉・制作・発表・海外展開までを3年間程度にわたって総合的に支援する文化庁「クリエイター・アーティスト等育成事業」を推進し、2024年度から実施させた。2024年6月には同事業に全29件のプロジェクトが採択され、オペラやバレエ、演劇、歌舞伎、ゲーム、現代アートなどの分野で育成が始まった[368]。
- 太陽の塔の重要文化財指定を推進する[369]。2020年から大阪府議会議員の三浦寿子が中心となって指定を繰り返し訴え[370]、2025年2月には衆議院議員の浮島智子と公明党大阪府議団のメンバーが文化庁長官の都倉俊一宛に「重要文化財への早期指定を求める要望書」を提出した。その後も衆議院議員の山崎正恭や浮島が相次いで政府に問い質し[371]、同年5月、太陽の塔は重要文化財への指定が答申された[372]。

### 人権
- ストーカー規制法の制定を推進する。2000年の制定後も一貫して法改正に取り組み、SNS上でのストーカー行為、相手の車に無断で全地球測位システム（GPS）機器を取り付ける行為なども規制対象に拡大させた[373]。
- 特定の民族や人種に対する差別や憎悪をあおるヘイトスピーチへの対応について、2015年2月23日、衆議院議員の国重徹は法整備の必要性を国会で指摘し、首相の安倍晋三から「各党における検討や国民的な議論の深まりを踏まえて考えていきたい」との答弁を引き出した[374]。さらに国重は被害の実態調査や学校での人権教育の強化などヘイトスピーチを含む人種差別についての根絶に向けた対策の強化を要請し、安倍は「教育や啓発活動の充実など、さまざまな施策の推進に努めて」いくと応じた。これらの議論を経て、2016年6月3日、ヘイトスピーチ解消法が成立した[375]。
- 認知症の人が希望を持って暮らせる社会の実現を推進する。2015年3月に衆議院議員の古屋範子が認知症に関する法整備を国会で訴え、2017年には古屋を本部長とする党「認知症対策推進本部」が設置された[376]。2019年に国会に提出された与党案は廃案になったものの、2021年、古屋が中心となって超党派の「共生社会の実現に向けた認知症施策推進議員連盟」を発足する[377]。2023年6月、議員立法による認知症基本法が全会一致で成立した。
- 2016年11月、参議院議員の佐々木さやかを座長として「AV出演強要問題対策プロジェクトチーム」を設置した[378]。2017年、内閣官房長官の菅義偉に過激なポルノの流通規制などを盛り込んだ提言を申し入れる[379]。2022年、超党派の実務者会合を通じて自民党・立憲民主党・日本維新の会・国民民主党・有志の会とAV出演被害防止・救済法案を共同提出し、衆参両院の内閣委員会における採決で賛成した[380]。
- 2025年7月、代表の斉藤鉄夫は党声明「対立を超えて、誰もが安心できる平和と共生社会の構築を」を発表し[381]、国籍や世代間の対立を煽る風潮が強まっているとして、「分断で力を得る政治とは一線を画す」「差異を乗り越える相互理解、人権尊重を促進し、人間中心の中道政治を体現する」と宣言した[382]。一方で、多文化共生社会の土台は安全・安心の確保であるとして、外国で取得した運転免許を日本の免許に切り替える外免切替制度の厳格化や、外国人の社会保険料の未納防止などにも取り組むと表明した[383]。

#### 性的マイノリティの権利
- 2002年11月、代表代行の浜四津敏子は、性同一性障害者が戸籍の性別を変更できるように特別立法を設ける必要性を国会で指摘し[384]、政府から「真剣に検討をしていきたい」との答弁を引き出した[385]。「浜四津私案」と呼ばれる公明党案をもとに与党プロジェクトチームで協議が進められ[386]、与野党賛同の末、2003年7月に性同一性障害者特例法が全会一致で成立した[387]。こうした浜四津の取り組みは、当事者団体から「これを契機としていろいろな対応が一気に進んだ」「与党の一角である公明党の代表代行という重要な地位にある浜四津議員がこの問題に興味をもたれ、取り組まれたことは大きな意味があったといえる」と評価されている[386]。
- 同性カップルに対して「結婚に相当する関係」とする証明書（パートナーシップ証明書）を発行する渋谷区男女平等及び多様性を尊重する社会を推進する条例案に渋谷区議会公明党として賛同し、制定をリードした[388]。2015年3月に条例案が提出されると代表質問で賛成討論を行い、渋谷区長の桑原敏武は「（条例案が）理解されたことは、大変ありがたいこと」と述べた[389]。
- 2015年3月、国会で自民党や公明党、民主党などの超党派による「LGBTに関する課題を考える議員連盟」が発足した[390]。公明党では参議院議員の谷合正明が中心となり、「性的指向と性自認に関する政策推進」を官房長官の菅義偉に提言するなど、性的マイノリティへの支援に取り組んでいる[391]。
- 2021年には議員連盟で「LGBT理解増進法案」をまとめたが、自民党の保守系議員の反発で頓挫した[392]。2023年2月の首相秘書官の差別発言を受けて再び「LGBT理解増進法案」が注目されると、衆議院議員の鰐淵洋子は、同年5月のG7広島サミット前に法律を制定するよう首相の岸田文雄に直談判した[393]。代表の山口那津男も「できればG7のサミット、首脳会議をする前に日本としての意思を明確に示すべきだ」と述べ、G7広島サミット前の法案成立を目指す考えを示した[394]。
- 2021年6月、当事者団体などから相談を受けた都議会公明党の紹介で、東京都のパートナーシップ制度の創設を求める請願を都議会へ提出した。請願は全会一致で趣旨採択され、2022年6月にはパートナーシップ宣誓制度の創設を盛り込んだ改正人権尊重条例が全会一致で可決、成立した[395]。
- 同性婚について、2019年に党の「性的指向と性自認に関するプロジェクトチーム」で議論を開始した[396]。2021年には衆議院議員の國重徹を座長として「同性婚検討ワーキングチーム」を設置し[397]、2022年の参議院選挙政策集で「同性婚については国民的議論を深めるとともに、国による具体的な実態調査を進め、必要な法整備に取り組みます」と掲げる[398]。「婚姻は両性の合意のみに基づいて成立する」と規定している日本国憲法第24条の解釈[注釈 12]をめぐっては、2023年2月9日、副代表の北側一雄が「同性婚を排除する規定ではないと理解している」と述べ、同性婚は現在の憲法のもとでも可能だとの認識を示した[401]。同年2月22日、北側は同性婚の法制化について党内で検討していく考えを示した[402]。

## 組織

### 党員
1970年（昭和45年）以前の創価学会文化部時代は、創価学会員でなおかつ文化部員としての手続きをしなければ党活動に参加することができなかった。言論出版妨害事件以後の組織分離により学会員以外にも門戸が開放され、現在は党規約4条に「党の綱領及び規約を守り政策および諸決議を実現するために党活動に参加しようとする18歳以上の人は国籍を問わず」党員として入党することができると定められている。
入党の手続きは地元の党所属議員を経由する方法のほか、創価学会員であれば支部・地区・区本部といった末端組織を通じて紹介を受けることができる。学会員であるからという理由で強制的に入党させられることはない。入党希望者は既存党員2名の紹介を付けた所定の入党申込書に本人が自筆で記入し、初年度の党費を添えて支部または総支部長に提出する。支部長はこれを都道府県本部に送り、都道府県代表の承認を受けることにより手続きが完了する。
年額3,000円の党費支払いの他に、機関紙を購読することが規約7条で推奨されている。

なお、『公明新聞』『月刊公明』『公明グラフ』の配達と集金は聖教新聞販売店に委託されており、聖教新聞と公明新聞の両方を購読している党員にはそれぞれ別々の領収証が発行される。
創設者の池田大作はこれまで党役員はもとより党員にもなったことはない。

### 本部
党本部は東京都新宿区南元町にあり、党本部に近い別のビルに公明新聞編集局が所在する。

### 議員団
公明党所属の国会議員は衆議院・参議院両院でそれぞれ、地方議会議員は各議会ごとに議員団を編成する。これら組織の連絡機関として、全国議員団会議 および全国地方議員団会議 が存在する。

### 中央組織
- 最高議決機関は2年に一度開催される党大会であり、代議員によって公明党代表を選出し、活動方針、重要政策、綱領および規約の改正、予算決算など重要案件を決定する。ただし、結党以来、委員長・代表などの交代の際に対立候補が立候補したことはこれまで一度もない[406]。
- 党大会が開かれていない間は全国代表者会議が大会の権限を代行する体制であったが、2014年9月の党大会で廃止され、常任役員会が次の党大会まで責任を持つ最高執行機関と位置づけされた。2014年9月まで党の最高執行機関であった中央幹事会は常設の議決機関に変更となった。
- 国会議員は両院議員総会を作る。代表以外の主要役員は代表が指名してから大会の承認を得ることになっており、より下級の役員は上からの指名によるので、規約上は代表の権限が強い。
- 「言論出版妨害事件」以降、党組織の一定の改革もなされ、中央幹部会を議決機関の中央委員会と執行機関の中央執行委員会への分離と党大会代議員の下部からの選出などが行われた。

### 地方組織
公明党の地方組織は、ブロックに相当する方面本部（ほうめんほんぶ）、都道府県本部、総支部、支部 の4段階からなる。

#### 方面本部
「方面」は創価学会の制度に準じたもので、他の政党にない公明党独自の地域概念である。関東地方は東京方面（東京都および山梨県）、東海道方面（神奈川県と静岡県）、関東方面（東京・東海道両方面に属しない関東5県、埼玉県・千葉県・群馬県・栃木県・茨城県）の3つに分けられ、福井県が関西方面に属し、沖縄県は九州の他の県と違って単独で方面を持つなど全部で13の方面本部があり、衆議院比例代表選挙のブロック分けとも異なる。
党所属の国会議員は、出身または活動拠点としている都道府県が属する方面に関与することを義務付けられる。

#### 都道府県本部

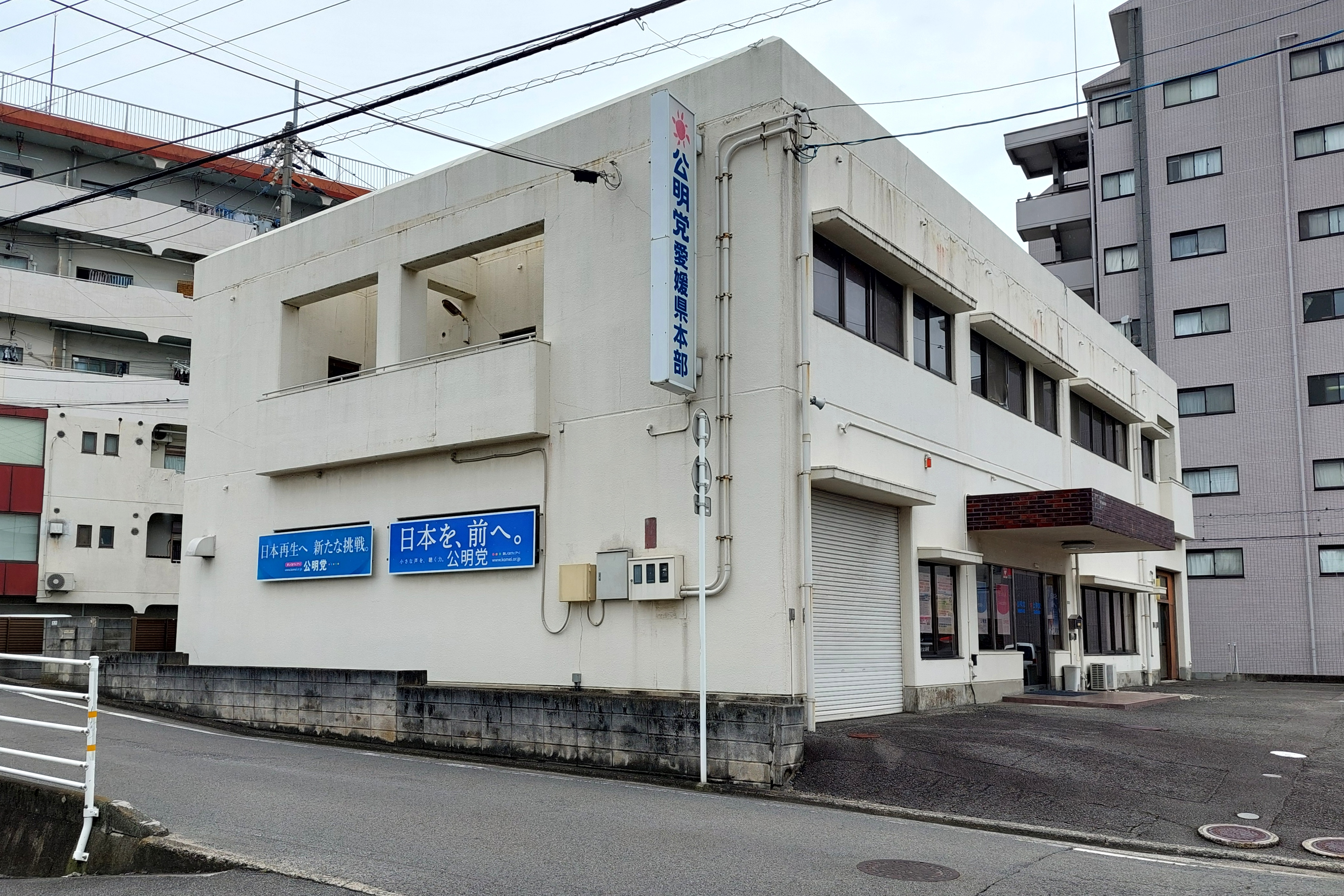
公明党愛媛県本部

自民党の都道府県支部連合会、民主党の総支部連合会に相当する組織が、この都道府県本部となる。必要に応じて、傘下に選挙区連合会や総支部連合会、支部連合会といった中間組織を設けることもできる。

#### 総支部
公明党の総支部は、国会議員の選挙区を基本とする旧民主党のそれとは異なり、むしろ日本共産党の地区委員会に近いものと位置付けられる。

このため東京23区では各区ごとに設置されているが、他の政令指定都市では複数の行政区を統括している場合もある。都道府県・政令市・東京23区の区議会議員は基本的には総支部を拠点とする。

#### 支部
党内最末端組織となる支部は、自民党の地域支部、民主党の行政区支部に近いとされる。一般市ないしは町村議会の議員は支部を基本として活動する。

### 内規による定年制
党の内規では「任期中に66歳を迎えない」ことを選挙における公認条件とし、事実上の66歳定年制を設けていた。ただし、藤井富雄（引退時81歳）、坂口力（引退時78歳）、池坊保子（引退時70歳）、草川昭三（引退時84歳）など例外も存在した。
その後、所属議員の高齢化に伴い、2013年12月の党中央幹事会で定年を66歳から69歳に引き上げた。
また、この際に在職制限（次の任期中に在職24年を超えない）も導入された。年齢制限と在職制限については、「余人をもって代えがたい」「地元からの強い続投要請」「その人物が党運営に今後も必要」の3条件をすべて満たした場合、慣例的に例外とすることが可能とされている。2020年時点ではリクルート事件を契機とした1990年代の世代交代で誕生した「第2世代」と呼ばれる議員らが党の中核を担っており、この「第2世代」の大半が年齢制限か在職制限に該当するため、どこまで例外を適用するかが党の課題となっていると報じられた。

## 役職

### 常任役員会
- 2024年11月11日現在[415]

| 役職               | 人物                |
| ------------------ | ------------------- |
| 常任顧問           | 山口那津男 石井啓一 |
| 代表               | 斉藤鉄夫            |
| 代表代行           | 竹谷とし子          |
| 副代表             | 赤羽一嘉 佐藤茂樹   |
| 幹事長             | 西田実仁            |
| 政務調査会長       | 岡本三成            |
| 中央幹事会会長     | 赤羽一嘉            |
| 参議院会長         | 谷合正明            |
| 参議院幹事長       | 石川博崇            |
| 国会対策委員長     | 佐藤英道            |
| 選挙対策委員長     | 三浦信祐            |
| 幹事長代行         | （空席）            |
| 総務委員長         | 高鍋博之            |
| 機関紙委員長       | 吉本正史            |
| 広報委員長         | 谷合正明            |
| 女性委員長         | 竹谷とし子          |
| 女性委員会副委員長 | 佐々木さやか        |

### 全国議員団会議
- 2023年10月1日現在

| 役職 | 人物     |
| ---- | -------- |
| 議長 | （空席） |

### 全国地方議員団会議
- 2022年9月26日現在

| 役職   | 人物                |
| ------ | ------------------- |
| 議長   | 東村邦浩            |
| 副議長 | 松葉多美子 土岐恭生 |

### 常任顧問・顧問
- 2024年11月11日現在[416]

| 役職         | 人物                                           |
| ------------ | ---------------------------------------------- |
| 常任顧問     | 太田昭宏 井上義久 山口那津男 北側一雄 石井啓一 |
| 顧問         | 古屋範子                                       |
| アドバイザー | 石田祝稔 桝屋敬悟 高木美智代 浜田昌良          |

### 閣僚経験者
| 内閣                              | 公明党閣僚 |
| --------------------------------- | --- |
| 細川内閣                          | 郵政大臣：神崎武法 労働大臣：坂口力 総務庁長官：石田幸四郎 環境庁長官：広中和歌子                                                  |
| 羽田内閣                          | 運輸大臣：二見伸明 郵政大臣：日笠勝之 建設大臣： 森本晃司 総務庁長官：石田幸四郎 科学技術庁長官：近江巳記夫 環境庁長官：浜四津敏子 |
| 小渕内閣 (第2次改造)              | 総務庁長官：続訓弘 |
| 第1次森内閣                       | 総務庁長官：続訓弘 |
| 第2次森内閣                       | 総務庁長官：続訓弘 |
| 第2次森内閣 (改造 中央省庁再編前) | 厚生大臣 兼 労働大臣 兼 年金問題担当：坂口力                                                                                       |
| 第2次森内閣 (改造 中央省庁再編後) | 厚生労働大臣：坂口力 |
| 第1次小泉内閣                     | 厚生労働大臣：坂口力 |
| 第1次小泉内閣 (第1次改造)         | 厚生労働大臣：坂口力 |
| 第1次小泉内閣 (第2次改造)         | 厚生労働大臣：坂口力 |
| 第2次小泉内閣                     | 厚生労働大臣：坂口力 |
| 第2次小泉内閣 (改造)              | 国土交通大臣 兼 首都機能移転担当 兼 観光立国担当：北側一雄                                                                         |
| 第3次小泉内閣                     | 国土交通大臣 兼 首都機能移転担当 兼 観光立国担当：北側一雄                                                                         |
| 第3次小泉内閣 (改造)              | 国土交通大臣 兼 首都機能移転担当 兼 観光立国担当：北側一雄                                                                         |
| 第1次安倍内閣                     | 国土交通大臣 兼 観光立国担当 兼 海洋政策担当：冬柴鐵三                                                                             |
| 第1次安倍内閣 (改造)              | 国土交通大臣 兼 観光立国担当 兼 海洋政策担当：冬柴鐵三                                                                             |
| 福田康夫内閣                      | 国土交通大臣 兼 観光立国担当 兼 海洋政策担当：冬柴鐵三                                                                             |
| 福田康夫内閣 (改造)               | 環境大臣：斉藤鉄夫 |
| 麻生内閣                          | 環境大臣：斉藤鉄夫 |
| 第2次安倍内閣                     | 国土交通大臣 兼 水循環政策担当：太田昭宏                                                                                           |
| 第2次安倍内閣 (改造)              | 国土交通大臣 兼 水循環政策担当：太田昭宏                                                                                           |
| 第3次安倍内閣                     | 国土交通大臣 兼 水循環政策担当：太田昭宏                                                                                           |
| 第3次安倍内閣 (第1次改造)         | 国土交通大臣 兼 水循環政策担当：石井啓一                                                                                           |
| 第3次安倍内閣 (第2次改造)         | 国土交通大臣 兼 水循環政策担当：石井啓一                                                                                           |
| 第3次安倍内閣 (第3次改造)         | 国土交通大臣 兼 水循環政策担当：石井啓一                                                                                           |
| 第4次安倍内閣                     | 国土交通大臣 兼 水循環政策担当：石井啓一                                                                                           |
| 第4次安倍内閣 (第1次改造)         | 国土交通大臣 兼 水循環政策担当：石井啓一                                                                                           |
| 第4次安倍内閣 (第2次改造)         | 国土交通大臣 兼 水循環政策担当：赤羽一嘉                                                                                           |
| 菅義偉内閣                        | 国土交通大臣 兼 水循環政策担当：赤羽一嘉                                                                                           |
| 第1次岸田内閣                     | 国土交通大臣 兼 水循環政策担当：斉藤鉄夫                                                                                           |
| 第2次岸田内閣                     | 国土交通大臣 兼 水循環政策担当：斉藤鉄夫                                                                                           |
| 第2次岸田内閣 (改造)              | 国土交通大臣 兼 水循環政策担当 兼 国際園芸博覧会担当：斉藤鉄夫                                                                     |
| 第2次岸田内閣 (第2次改造)         | 国土交通大臣 兼 水循環政策担当 兼 国際園芸博覧会担当：斉藤鉄夫                                                                     |
| 第1次石破内閣                     | 国土交通大臣 兼 水循環政策担当 兼 国際園芸博覧会担当：斉藤鉄夫                                                                     |
| 第2次石破内閣                     | 国土交通大臣 兼 水循環政策担当 兼 国際園芸博覧会担当：中野洋昌                                                                     |

## 論議のある問題

### 創価学会との関係、政教分離問題
公明党は公式ホームページにおいて創価学会の仏法の理念に基づいて活動してきたことを明記している。
公明党の草創期はあくまで創価学会の所轄内にあったことや、創価学会と一体となった活動が行われた経緯から、「憲法に定められた政教分離原則に反する」「公明党と創価学会は政教一致」という批判がマスコミや有権者から上がったことがある。1970年（昭和45年）の「言論出版妨害事件」に端を発した公明党と創価学会との「政教一致」批判に対し、制度的分離を明確化して以降（詳細後述）も同様の批判はある。一方で、日本国憲法の定める「政教分離」とは、国家の宗教的中立性を定めたものであり、宗教団体の政治活動を否定したものではないということには留意を要する。
- 「政教分離」を明言した1970年（昭和45年）5月3日の党創立者・池田大作の講演では、「創価学会の役職を兼任している公明党議員では創価学会の役職は段階的にはずすなど、創価学会と公明党を制度の上で明確に分離していく」「会員個人の政党支持について、会員の自由意思には、全く干渉しない」「選挙活動は党組織の仕事とし、創価学会は支持団体として『地域ごとの応援』をする」などの方針が明らかにされた。同年の公明党大会では「政教一致」を意味すると見られてきた「王仏冥合」という宗教用語を公明党綱領から削除して宗教色を薄めた。
- 1993年（平成5年）、細川内閣発足前日に公明党が大臣ポストを獲得したと池田が発言したことで、池田が細川内閣の人事に影響力を及ぼしているのではないかと衆議院予算委員会で自民党の委員が問題視したことがある。当時創価学会会長であった秋谷栄之助は国会で、「当日の新聞の閣僚予想記事の内容を話したのであって、党から何か事前に連絡や相談があったのではない」という旨の説明をした[118]。
- 公明党元委員長であり、学歴詐称問題などで同党から最高顧問職解任、除名をされている[419]竹入義勝は1998年（平成10年）9月、『朝日新聞』に連載した回顧録『秘話・55年体制のはざまで』で、「公明党・創価学会の関係は環状線で互いに結ばれているのではなくて、一方的に発射される放射線関係でしかなかったように思う」「委員長を引き受けるときから人事権は（創価）学会にあると、明確にされていた」「公明党は財政、組織の上で創価学会に従属していた」などと述べた。この連載の直後、公明党の機関紙『公明新聞』では『竹入義勝の謀略と欺瞞』と題する連載が始まり、竹入の主張に対する反論が展開された。
- 羽田内閣で総務庁長官を務めた公明党委員長の石田幸四郎は国会で、「公明党の最高人事は池田の意向、指示で決まるのか」との質問に「公明党の人事は公明党でやっており、（池田からの）指示はない」「人事、政策というのは党大会を通して決める」と答弁した[420]。
- 1997年、内閣法制局は「政教分離原則は宗教団体が政治的活動をすることを規制しているものではない」との旨を答弁している[421]。
- 選挙期間になると、「創価学会の施設」を「全面的にフル動員して活用して」いることに対し、衆議院予算委員会で自民党の委員が問題視したことがある[422]。自民党の委員の質問に対し、公明党委員長の石田幸四郎は「もしそれが憲法に触れる問題となるのであれば、特定の政党に対して特定の宗教団体が支援・支持をすることについてもまた同じ疑点が出てくる」と答弁し、内閣総理大臣の細川護煕も「公明党も信教の自由を大綱の中で謳っているのだから、その方針に沿って政治活動をしていると理解している」と答弁した[422]。
- 2007年（平成19年）10月16日の参議院予算委員会で、民主党の石井一が「公明党と創価学会は表裏一体ではないか」「元公明党所属の議員から得た情報によると、国政選挙で公明党議員が当選した場合に衆議院議員は300万円、参議院議員は600万円の献金がなされ、その献金がどこへ入ったかは不明になっている」と主張した。石井は「公明党議員などからの創価学会への献金（P献金）の存在」も主張するとともに、公明党の歴代代表が結党以来40年以上に渡って無投票で選出されてきたことについても言及した。また、創価学会の関連施設で「法敵菅直人が来た」などという政治的活動が行われていたとも主張し、証拠となる録音テープを予算委員長に提出した。公明党の山口那津男は質問に抗議し、公明党に所属する国土交通大臣の冬柴鐵三も「P献金」「創価学会関連施設での政治的活動」をともに否定した[423]。
- 2014年（平成26年）6月、内閣官房参与の飯島勲は、公明党と創価学会の関係が憲法の政教分離原則に反しないとしてきた従来の政府見解について、「もし内閣が法制局の答弁を一気に変えた場合、（公明党と創価学会は）『政教一致』が出てきてもおかしくない」と述べ、従来の政府見解が変更される可能性に言及した[424][425]。これに対し、公明党と連立を組む自民党の幹事長である石破茂は「（政教分離原則は）法制局によってオーソライズされているわけではない」と指摘し、飯島の主張には同調しない意向を示した[426]。
- 日本共産党の機関紙『しんぶん赤旗』によると、公明党の中央委員と党福井県本部長であった人物（匿名）は創価学会福井池田文化会館に呼び出され、10人の学会幹部から「党県本部長として今やらなければならないことは日顕を徹底して攻撃することだ。党の政策なんかどうでもいい」と吊るし上げられ、「脱会していった元学会員をあらゆる手を使っていじめぬけ、追い詰めろ」と強要されたという[427]。この人物は「創価学会から私にはどうしてもできない二つのことをやれと命じられた。世間の常識からも憲法の上からも絶対にできないことであり、離党を決意せざるをえなかった」と語り、創価学会を脱会、公明党を離党したという[427]。
- ジャーナリストの池上彰はテレビ東京『池上彰の選挙ライブ』で公明党と創価学会の関係に切り込み[428]、公明党議員に対して厳しい質問をぶつける一方で[429]、公明党と創価学会の関係は政教分離原則に反しないと解説している[430]。政治が特定の宗教団体を弾圧したり、政権が国教を設けて国民に信仰を強要したりすることは禁じられているが、宗教団体やその信者が政治活動を行うことは自由だと指摘している[430]。

### 選挙
- 山田直樹によると、自公選挙協力の中、自民党候補者の後援会名簿が創価学会側に渡ったという事実が明るみとなり、自民党選挙対策関係者や支持者はショックを受けたという[431]。

#### 大阪事件
1957年（昭和32年）4月に参議院大阪地方区の補欠選挙が行われた際、創価学会員が大阪あいりん地区に住む日雇い労働者らに候補者名の氏名の入ったタバコや現金を渡したとして、幹部の小泉隆、池田大作を含む創価学会員ら47人が公職選挙法違反で逮捕された。池田は無罪となったが、45人に有罪判決が下され、有罪となった会員45名は戸田会長の名で会員除名処分を受けた。

#### 新宿替え玉事件
1968年（昭和43年）に行われた参議院議員選挙で不在者投票を悪用し、本人になりすまして投票が行われたとされる選挙違反事件があった。創価学会員14人が逮捕され、14人全員に有罪判決が下された。

#### 投票所襲撃事件
1969年（昭和44年）7月に行われた東京都議会議員選挙において、投票時間が過ぎたため投票不可を選挙管理委員会から通達された公明党支持者が逆上し、大勢で投票所を取り囲んで襲撃した上、女性・高齢者を含む投票立会人4人に集団暴行を加えて流血させた。のちに1名が逮捕・起訴された。1970年（昭和45年）5月、共産党の青柳盛雄は、衆議院公職選挙法改正に関する調査特別委員会でこの事件について政府の見解を求めた。詳細は「練馬区投票所襲撃事件」参照のこと。

#### 住民票移動に関するデマ
選挙での投票をめぐっては、創価学会員が組織的に選挙前に住民票を移動しているという噂が出たことがある。これらの噂はいずれも根拠が確認されておらず、発言者もデマであることを認めているか、または裁判で有罪判決を受けている。なお、地方選挙の場合、3ヶ月1日前から居住していないと選挙権は得られない。
- 1963年（昭和38年）の統一地方選に関し、日本社会党衆議院議員の島上善五郎は国会質問で「創価学会が集団的に移動をして」「アパートの一部屋に、極端なのは100人も200人も移動した」と話したが、島上はのちに「集団移動の事実は、つかんでいなかった」と自らの誤りを認め、発言を撤回している[433]。
- 1968年（昭和43年）の夕刊紙において、自治大臣の赤沢正道は「移籍して選挙権を得るというやり方」と称し、創価学会員による住民票の集団移動を主張した。これを受けて公明党は赤沢に抗議し[434]、東京都選挙管理委員会も「何万人という票が集団移転で動けば、すぐにわかってしまう」とのコメントを発表した。赤沢はのちに「根拠は何もない。恐縮している」と自らの主張を撤回し、謝罪している[433]。
- 1981年（昭和56年）に行われた沖縄県那覇市議会議員選挙では、那覇市の選挙権を持った市民が那覇市に在住しておらず居住実態がなかったことから調査が開始された。調査の結果、浦添市民の11名が選挙前になると那覇市と浦添市の間で住民票の異動を繰り返していたが、那覇市には一度も居住していなかったとして、那覇市選挙管理委員会は対象の11名を選挙人名簿から削除した[435]。沖縄タイムスと琉球新報は紙面でこれを創価学会の行動として厳しく非難した[436][437]が、のちの調査で、11人のうち10人が保守系候補の支持者、1人が仕事上の都合での異動であることが分かった[438]。
- 1983年（昭和58年）の衆議院選挙期間中、自民党衆議院議員の島村宜伸は「公明党に投票させるため住民票の集団移動が行われている」と演説したが、名誉毀損で告訴されると「発言は噂に基づいたもの」「無責任な言動だった」と撤回し、謝罪した[434]。島村の発言について、内閣総理大臣の中曽根康弘は「公明党がいやしくもそのような不正行為、集団移動をやる、選挙目当てのそのようなことをやるとは思っておりません」と答弁した[439]。
- 2005年（平成17年）の東京都議会議員選挙に関し、民主党衆議院議員の永田寿康は国会で「公明党の支持団体の方々の住民票が東京都に移されている疑念がある」と発言した。衆議院議長の河野洋平は永田を注意し、永田が所属する民主党も公明党に謝罪した。しかしその後も同様の発言が繰り返されたため、悪質な虚偽の流布を行ったとして永田は名誉毀損罪で刑事告訴され、千葉簡易裁判所から30万円の罰金刑を課された[434][440]。
- 2023年（令和5年）に発行された扶桑社の週刊誌『週刊SPA!』の連載「倉山満の知性のリング 言論ストロングスタイル」において、選挙前に創価学会員が住民票を移動させているかのような記述が掲載された[441]。当初、『週刊SPA!』は公明党からの訂正要求に応じていなかったが[442]、名誉棄損で提訴されると「事実とは確認できませんでした」「ここに遺憾の意を表明します」とする訂正記事を掲載した[443]。

#### 2001年（平成13年）参議院選挙
2001年（平成13年）の参議院選挙で逮捕者が出て、地方新聞に掲載されたことがある。佐賀新聞の報道によると、逮捕された創価学会員が不在者投票所の入り口で「公明党の候補者名を書くように言ってある。メモを持たせてある」などと佐賀市選挙管理委員会職員に直接話したのを佐賀警察署の署員が聞いていたという。埼玉新聞の報道によると、羽生市の介護福祉士が自身の勤める老人介護施設の利用者に公明党の埼玉選挙区と比例代表の特定候補者2人の名前を記したメモを持たせて投票させ、投票に干渉した疑いで逮捕されたという。ただし、自民党や民主党の支援者も同様の行為で逮捕されている。

#### 2003年（平成15年）衆議院総選挙
2003年（平成15年）の衆議院選挙で、神奈川県内に住む創価学会の女性幹部3名が重度の知的障害をもつ女性とともに投票所に現れ、あたかも知的障害をもつ女性が公明党に投票意思があるように見せかけ投票しようとしたとして公職選挙法違反で逮捕された。

#### 2010年（平成22年）参議院選挙
2010年（平成22年）の参議院選挙で、宮崎県の女性3人が知人の複数の高齢者の手の平に「選挙区の自民候補と比例代表の公明候補の名前をペンで書き」、投票を誘導した容疑で逮捕された。

#### 2012年（平成24年）衆議院総選挙
2012年（平成24年）の第46回衆議院議員総選挙で、愛媛県の公明党支持者が「比例代表は公明党、選挙区は塩崎恭久氏（愛媛1区、自民党）」というメモを判断能力に欠けた高齢女性（認知症患者）に持たせて投票させた容疑で検挙された。
投票干渉をめぐる一般論として、投票を指示したという具体的な物的証拠は少ない。判断能力の低下した認知症などの高齢者が標的にされるケースも多く、犯行の証言を得ることは難しい。投票所の監視を強化してもイタチごっこであると、警察など捜査関係者は頭を悩ませている。もっとも、投票の依頼は公職選挙法で認められており、「投票を指示」されても実際の投票行動は本人次第である。また、創価学会員は必ずしも公明党を支持し、公明党の公認候補や推薦候補に投票しているわけではない。どの政党を支持して投票をするかは会員の自由とされている。
ニュースサイトの『デイリーニュースオンライン』によれば、公明党をめぐっては支持母体・創価学会の会員が中心となって友人・知人に対して電話による投票依頼を行なっており（「F票」）、選挙前の風物詩とさえ言われたが、インターネットが普及した今日では、電話での投票依頼はあたかも創価学会員が選挙違反をしている印象を与えかねず、投票依頼を面白おかしくインターネット上に書き込まれることが危惧されるため、創価学会幹部の中には会員に選挙期間中の家庭訪問や電話での投票依頼を控えさせる者もいるという。通信費用がかからないLINEで「投票に行く」事実のみを伝えるよう指示を出す幹部もいるというが、創価学会を嫌う層にメッセージをスクリーンショットで保存され拡散される恐れがあるという。一方、創価学会婦人部（のちの女性部）からは「ソフト路線」とも取れる学会の変化に不満の声が出ているという。
なお、選挙期間中の電話やSNSによる投票依頼は公職選挙法で認められている。

### 生活保護不正受給の口利き問題
生活保護の受給に関し、公明党の市議が口利きを行っていた事実がある。その中では不正受給が認定された事例もある。例として、1999年（平成11年）5月から2003年（平成15年）6月にかけて、宮城県多賀城市議の母親が生活実態がないにもかかわらず、生活保護を申請して生活保護費を不正に受給していた。本件では申請を行う際、公明党市議が自ら市職員に口利きを行ったことが確認され、受給後市の担当者が公明党市議の母親の1年問の水道や電気の使用量を調べた結果、一般的な一人暮らしの数か月分しかなかったため不正受給とみなされた。多賀城市議会は、生活保護を打ち切った上で、公明党市議や親族に対して市議会として返還請求訴訟を起こすことを賛成多数で可決した。全議員22名のうち、反対は公明党議員2名だけだった。『週刊ポスト』の調査によると、公明党市議の母親は以前居住していた塩竈市でも同様の手口で生活保護費を受給していたことが確認されたが、受給された生活保護費がどのように使われたかはまったく不明としている。『週刊ポスト』は、公明党議員が「党籍が同じ」というだけで返還請求訴訟の決議に反対したのであれば、公明党は党全体で生活保護の不正受給を容認しているとみなされても仕方ないと指摘している。

### 北朝鮮問題
『週刊文春』のインタビュー記事（2002年11月28日）において、北朝鮮による拉致被害者である増元るみ子の実弟・増元照明は、自身の父・正一、姉・るみ子、るみ子と一緒に拉致された市川修一が創価学会員であることを明かし、るみ子と市川は創価学会青年部の勉強会で知り合って交際を始めたことを明らかにした。さらに、自身について「信仰心は無いが、名簿上は創価学会員として登録されている」と思うとし、「姉が行方不明になった時は、必死に拝んだ」と告白した。
公明党に対しては、自民党との連立政権で与党となった1999年に浜四津敏子が鹿児島県を訪問した際、父・正一が拉致問題解決の協力を求め、浜四津は「分かりました」と応じたが、以後、連絡が来ることはなかったという。また、増元照明が公明党本部にメールを送り、姉が創価学会員であることを明かした上で「拉致問題に対する公明党の対応を教えてほしい」と頼んだ際には、「メールありがとうございました。ご意見は検討させていただきます」との定型メールが返ってきただけであったという。また、増元照明は公明党参議院議員で外務省出身の山本香苗にもメールを送ったが、山本からは返事すら返ってこなかったという。
増元照明の主張によると、1997年、横田滋と蓮池透が東京都議会で「拉致事件の早期解決を国に要請する意見書」を採択してもらうよう都議会各党に頼んだところ、公明党が反対したため全会一致が得られず、意見書の採択ができなかったという。

### 韓国大統領選挙介入疑惑
朝鮮日報社の『月刊朝鮮』は、1997年（平成9年）に行われた韓国大統領選挙前に新政治国民会議の金大中候補が日本で秘密裏に公明党幹部と面会し、韓国創価学会から支持を得られるように依頼、友人を通じて公明党幹部が了承していたと報道した。大統領選挙では金候補がハンナラ党の李会昌候補に約30万票の僅差で勝利したが、当時の韓国創価学会の有権者は60万人から80万人程度であり、創価学会の応援要請が事実なら韓国大統領が日本の公明党の協力で誕生したことになると『月刊朝鮮』は指摘している。

### 沖縄県在日米軍基地問題
公明党は、党本部としては辺野古移設に賛成の立場だが、党沖縄県本部は反対の立場である。沖縄戦の経験から沖縄の創価学会では伝統的に反戦意識が強いとされる。
2014年沖縄県知事選挙では、党沖縄県本部が辺野古移設に反対して自主投票を決め、移設反対の翁長雄志が自民推薦で移設賛成の仲井眞弘多を破り当選した。この選挙では、公明支持者の8割以上が翁長に投票したと見られている。
2018年2月、辺野古を抱える名護市の市長選挙では、辺野古移設容認の自民系候補・渡具知武豊を党沖縄県本部も推薦し、勝利に貢献したが、内心では「苦渋の選択」を迫られた創価学会員も多かったという。
2018年沖縄県知事選挙では、8月に急逝した翁長の路線を引き継いだ玉城デニーが、自民・公明・維新・希望が推薦した佐喜眞淳ら3氏を破り初当選した。この選挙では玉城は辺野古移設反対を言明していたが、佐喜眞は最後まで辺野古移設の賛否を明かさなかった。公明陣営では県外から大量の創価学会員が来て人海戦術をとったが、肝心の沖縄の創価学会員の動きは鈍く、3割近い票が玉城へと流れたとされる。また、9月に琉球新報社が沖縄テレビ放送、JX通信社と合同で行った世論調査によると、翁長が辺野古新基地建設に伴う埋め立て承認を撤回したことについて、沖縄県全体では翁長支持が不支持を大きく上回っていたが、公明党支持者の中でも翁長支持が不支持を上回っていたというデータが示された。
2019年沖縄県民投票では、全体では辺野古移設のための埋め立て工事に「賛成」が18.99%、「反対」が71.74%、「どちらでもない」が8.70%となった。朝日新聞の出口調査によると公明支持者では「賛成」が30%、「反対」が55%、「どちらでもない」が16%となった（無回答や四捨五入のため合計が100%にならない）。

### 役人の天下り問題
独立行政法人の改革をめぐり、2007年に行政改革担当大臣の渡辺喜美から所管法人の廃止・民営化などで協力を求められた際、公明党に所属する国土交通大臣の冬柴鐵三は法人組織の民営化を拒否するなど「ゼロ回答」を示した。マニフェストと違う回答に身内の公明党や支持母体創価学会から激しい批判が寄せられ、衆議院予算委員会で同じ公明党の富田茂之が冬柴に「官僚の天下りに対して追及する民主党議員の行動は正しい」などと指摘、冬柴も支持者から抗議の手紙が届いたことを紹介した。
一方、2009年の第45回衆議院議員総選挙で公明党が発表したマニフェストでは、斡旋やわたりを年内に廃止し、早期退職慣行なども廃止して天下りを3年で根絶することを公約にした。2017年2月6日の衆議院予算委員会でも高木美智代が天下りの根絶を訴えたが、2017年の第48回衆議院議員総選挙で発表したマニフェストには「天下りの根絶」との文言は存在しなかった。

### 池田大作に対する配慮
『週刊実話』によれば、創価学会名誉会長の池田大作が日本国の勲章を授与されていないことから、公明党内には、公明党の議員経験者（党首経験者や閣僚経験者を含む）は池田に配慮し、勲章の受章リストに名前が挙がった段階で自ら受章を辞退するという慣習が存在するという。 ただし、公明党・創価学会と対立した場合は別だといい、公明党から除名された竹入義勝（1996年・勲一等旭日大綬章）や矢野絢也（2010年・旭日大綬章）は受章している。『週刊実話』によると、竹入や矢野の受章に対して創価学会から「恩知らず」「裏切り者」という罵詈雑言が起こったというが、その客観的根拠は示されていない。そもそも、柏原ヤス（1987年・勲二等宝冠章）や白木義一郎（1989年・勲一等旭日大綬章）、正木良明（1995年・勲二等旭日重光章）のように、叙勲を受ける公明党の議員経験者はかねてより少なからず存在する。一方、公明党代表の神崎武法は、2001年（平成13年）5月の衆議院本会議で「受章対象者は民間人を基本とし、特に政治家は勲章・褒章の対象から除外すべき」「政治家は公選によって選出されたこと自体が極めて名誉なことであり、公僕としてそれ以上の栄誉を期待すべきではない」とする党の見解を示した。2006年（平成18年）1月に党全国地方議員団会議が通知した申し合わせでも、この見解の精神に則り、公明党の地方議員は表彰や叙勲を辞退すべき旨が確認されている。
1995年（平成7年）11月27日の参議院「宗教法人等に関する特別委員会」で、自民党の関根則之は、当時の創価学会事務総長である原田稔（のちの創価学会会長）が外務省官房長の小和田恒（皇太子徳仁親王妃雅子の父）に宛てて「本年1月末より2月中旬にかけて、池田大作（創価学会名誉会長）一行が教育・文化交流のため、香港並びにASEAN3か国（タイ・マレーシア・シンガポール）を約2週間に渡り、（下記の日程で）訪問する予定です。何卒宜しくお願い申しあげます」といった内容の手紙を送り、外務省が創価学会や池田に配慮や便宜を図ったのではないかと主張した。関根は池田大作および長男の池田博正の証人喚問を要求し、理事会で審議されたが、外務省、宮内庁、創価学会ともに「根拠のない」話であるとして否定した上、池田の証人喚問は見送られた。
日本共産党の機関紙『しんぶん赤旗』によると、公明党から創価学会への報告書は宛先が書かれているが、池田大作宛の報告書だけは宛先を空欄にするように徹底されているという。これは、万が一の時、池田に責任が及ばないようにするためであるという。報告書が公明党に戻ってくる時に赤でレ点が付いていることもあるが、それは池田が「見た」という印であり、意見が書いてあることもあるという。公明党の国会対策委員会で決めた事柄が報告書を見た池田の一声で変わることもあるという。

### 後藤田正晴の主張
元警察庁長官でのちに内閣官房長官を長期にわたって務めた後藤田正晴は、1998年に講談社から出版した回顧録『情と理―後藤田正晴回顧録』で警察官僚時代を振り返り、日本社会党と民社党は警察庁のマークの対象外だったとし、「社会党ほどダラ幹（堕落した幹部）の党はない。民社党は記憶にない。あれは何をしておったのだろう。危ないと思うのは、共産党と公明党だ。この国への忠誠心がない政党は危ない。共産党は前から徹底的にマークしているからいいが、公明党はちょっと危ない」と述べている。聞き取りを行った御厨貴がこの件をのちに公明党代表の山口那津男に話したところ、山口は「いやな顔」をしたという。一方、2005年8月にTBS系列の討論番組『時事放談』に出演した際には、後藤田は公明党に対して「福祉と平和の立党の精神、これをいつまでも守ってもらいたい」と期待を寄せている。

## 政党交付金
- 2009年（平成21年） - 26億1871万円
- 2010年（平成22年） - 23億8900万円
- 2011年（平成23年） - 22億7534万円
- 2012年（平成24年） - 22億7916万円
- 2020年（令和2年） - 30億2932万5千円[483]

## 支持者

### 「F票」
公明党の選挙運動にあたっては、支持母体・創価学会の会員が友人・知人に投票依頼を展開し、「F票（フレンド票）」と呼ばれる非会員の票を獲得している。

### 高齢化による影響・集票力低下
創価学会員のボリュームゾーンが団塊世代にあたることから、支持者の高齢化による党勢の陰りと集票力低下が指摘されている。団塊世代の創価学会員は2022年時点で後期高齢者である。最盛期である2005年と比較して2019年の公明党の得票が240万以上（約30％）減った背景には、創価学会員の高齢化だけでなく、「新規入会者」のほとんどは「親が創価学会員だから」という理由の宗教2世らであり、この層は団塊世代の創価学会員と比較すると創価学会の活動にあまり熱心でないことが背景とされる。

#### 推移
公明党の比例得票数は2005年の第44回衆議院議員総選挙をピークに減少を続け、2017年の第48回衆議院議員総選挙では697万票に留まった。以後も2回連続で700万票を割り、第44回衆議院議員総選挙時との比較では14年間で240万以上の票（約30％）が減少している計算になる。
2021年の第49回衆議院議員総選挙では比例区で前回より約14万票を増やして700万票台を回復したものの、目標であった800万票獲得には及ばなかった。朝日新聞は、支持層の高齢化による比例区の得票数減少傾向から公明党の将来に懸念が生じていると報じた。2022年の第26回参議院議員通常選挙における比例区でも約618万票（6議席）の獲得に留まり、目標の800万票（7議席）には届かなかった。こうした情勢を受け、毎日新聞は、支持層の高齢化による集票力低下を食い止めるためには公明党の世代交代が必要だと指摘している。
2024年の第50回衆議院議員総選挙では比例区票でさらに減少傾向が続いた。得票数は600万票を下回る約596万4千票（前回比16.16%減）に留まって過去最低を記録し、国民民主党の躍進もあって第4党に転落した。

### 支援団体
| カテゴリー | 団体 |
| ---------- | --- |
| 宗教団体   | - 創価学会 - 政府は「公明党と創価学会の関係は政教一致ではない」という認識で一貫している。 - 歴代の首相も「宗教団体又は宗教団体が事実上支配する団体が、政治的活動をすることをも排除している趣旨であるとは考えていない」「政教分離は宗教法人の政治的活動を排除する趣旨でない」などと答弁している。 - 自由民主党は神道政治連盟や統一教会（国際勝共連合）、立憲民主党（旧民主党・民進党系）は立正佼成会や崇教真光といったように、宗教団体から支援を受けている日本の政党は数多く存在し、現在にも過去にも国内外で宗教政党（例：ドイツキリスト教民主同盟）は一般的に活動している。 - 2007年（平成19年）10月16日の参議院予算委員会で民主党の石井一は「創価学会施設内で政治的活動が行われている」と発言した。政界引退後に公明党・創価学会の批判者に転じた元公明党委員長の矢野絢也も「選挙になると、学会の会館がフル活用されており、選挙対策事務所として使用される」「学会側はそのような使用状況はないと否定しているが、私自身も過去9回の選挙を戦っており、そのたびにお世話になっていたので、何をかいわんや、である」と述べ、この状況について「宗教法人の非課税で建てた建物の利用の仕方が、『政教一致』である可能性が大と言わなければならない」と主張している。一方、こうした見方に対しては法学者から異論が呈されている。『第三文明』の取材に対し、竹内重年が「信仰者が集まって宗教団体を組織することは一切自由であり、結成された宗教団体がいかなる政治活動をすることも自由」と解説しているほか、大石眞も「政党は国の機関そのものではありませんから、そもそも憲法でいう『政教分離』の対象ではない」と指摘している。また、創価大学元法学部教授（現名誉教授）で、創価学会員であることを公表している桐ヶ谷章も「政教分離原則を引き合いに出して、宗教者・宗教団体の政治活動を禁止しようとすることは、本末転倒も甚だしい話」と主張している。 |

## 党勢の推移

### 衆議院
| 選挙                   | 当選/候補者 | 定数 | 議席占有率 | 備考 |
| ---------------------- | ----------- | ---- | ---------- | --- |
| （結党時：1964年）     | 0/-         | 467  | 0.00%      | |
| 第31回総選挙（1967年） | 25/32       | 486  | 5.14%      | |
| 第32回総選挙（1969年） | 47/76       | 486  | 9.67%      | |
| 第33回総選挙（1972年） | 29/59       | 491  | 5.90%      | |
| 第34回総選挙（1976年） | 55/84       | 511  | 10.76%     | 追加公認+1                                                                                              |
| 第35回総選挙（1979年） | 57/64       | 511  | 11.15%     | 追加公認+1                                                                                              |
| 第36回総選挙（1980年） | 33/64       | 511  | 6.45%      | 追加公認+1                                                                                              |
| 第37回総選挙（1983年） | 58/59       | 511  | 11.35%     | 追加公認+1                                                                                              |
| 第38回総選挙（1986年） | 56/61       | 512  | 10.93%     | 追加公認+1                                                                                              |
| 第39回総選挙（1990年） | 45/58       | 512  | 8.78%      | 追加公認+1                                                                                              |
| 第40回総選挙（1993年） | 51/54       | 511  | 9.97%      | 追加公認+1                                                                                              |
| 第41回総選挙（1996年） | 42/51       | 500  | 8.40%      | 新進党での選挙                                                                                          |
| 第42回総選挙（2000年） | 31/74       | 480  | 6.45%      | 自由民主党との自公連立政権で与党となって初めての解散総選挙。                                            |
| 第43回総選挙（2003年） | 34/55       | 480  | 7.08%      | |
| 第44回総選挙（2005年） | 31/52       | 480  | 6.45%      | |
| 第45回総選挙（2009年） | 21/51       | 480  | 4.37%      | 自由民主党とともに下野、民社国連立への政権交代。 太田昭宏党代表落選、後任に山口那津男参議院議員が就任。 |
| 第46回総選挙（2012年） | 31/54       | 480  | 6.45%      | 自公連立、政権復帰。                                                                                    |
| 第47回総選挙（2014年） | 35/51       | 475  | 7.36%      | |
| 第48回総選挙（2017年） | 29/53       | 465  | 6.23%      | |
| 第49回総選挙（2021年） | 32/53       | 465  | 6.88%      | |
| 第50回総選挙（2024年） | 24/50       | 465  | 5.16%      | |

### 参議院
| 選挙                     | 当選/候補者 | 非改選 | 議席計 | 定数 | 議席占有率 | 備考                                       |
| ------------------------ | ----------- | ------ | ------ | ---- | ---------- | ------------------------------------------ |
| 第4回通常選挙（1956年）  | 3/6         | -      | 3      | 250  | 1.20%      |                                            |
| 第5回通常選挙（1959年）  | 6/6         | 3      | 9      | 250  | 3.60%      |                                            |
| 第6回通常選挙（1962年）  | 9/9         | 6      | 15     | 250  | 6.00%      |                                            |
| （結党時：1964年）       | 15/-        | -      | 15     | 250  | 6.00%      | 公明党改称時                               |
| 第7回通常選挙（1965年）  | 11/14       | 9      | 20     | 250  | 8.00%      |                                            |
| 第8回通常選挙（1968年）  | 13/14       | 11     | 24     | 250  | 9.60%      |                                            |
| 第9回通常選挙（1971年）  | 10/10       | 13     | 23     | 252  | 9.12%      |                                            |
| 第10回通常選挙（1974年） | 14/45       | 10     | 24     | 252  | 9.52%      |                                            |
| 第11回通常選挙（1977年） | 14/15       | 11     | 25     | 252  | 9.92%      |                                            |
| 第12回通常選挙（1980年） | 12/14       | 14     | 26     | 252  | 10.31%     | 追加公認+1                                 |
| 第13回通常選挙（1983年） | 14/23       | 13     | 27     | 252  | 10.71%     |                                            |
| 第14回通常選挙（1986年） | 10/21       | 14     | 24     | 252  | 9.52%      | 追加公認+1                                 |
| 第15回通常選挙（1989年） | 10/22       | 11     | 21     | 252  | 8.33%      |                                            |
| 第16回通常選挙（1992年） | 14/23       | 10     | 24     | 252  | 9.52%      |                                            |
| 第17回通常選挙（1995年） | 13/0        | 11     | 24     | 252  | 9.52%      | （新進党57と統一会派で同改選期を議席維持） |
| 第18回通常選挙（1998年） | 9/20        | 13     | 22     | 252  | 8.73%      | 公明、追加公認+2                           |
| 第19回通常選挙（2001年） | 13/22       | 10     | 23     | 247  | 9.30%      | （改革クラブ1と統一会派）                  |
| 第20回通常選挙（2004年） | 11/20       | 13     | 24     | 242  | 9.91%      |                                            |
| 第21回通常選挙（2007年） | 9/24        | 11     | 20     | 242  | 8.26%      | （後に繰り上げ当選により+1）               |
| 第22回通常選挙（2010年） | 9/24        | 11     | 20     | 242  | 8.26%      |                                            |
| 第23回通常選挙（2013年） | 11/21       | 9      | 20     | 242  | 8.26%      |                                            |
| 第24回通常選挙（2016年） | 14/24       | 11     | 25     | 242  | 10.33%     |                                            |
| 第25回通常選挙（2019年） | 14/24       | 14     | 28     | 245  | 11.42%     |                                            |
| 第26回通常選挙（2022年） | 13/24       | 14     | 27     | 248  | 10.88%     |                                            |
| 第27回通常選挙（2025年） | 8/24        | 13     | 21     | 248  | 8.46%      |                                            |

（参考文献：石川真澄〈一部山口二郎による加筆〉『戦後政治史』2004年8月、岩波書店・岩波新書、ISBN 4-00-430904-2）
- 当選者に追加公認は含まず。追加公認には会派に加わった無所属を含む。
- 第4回、5回参議院通常選挙は、結党前で創価学会組織内無所属の実績。
- 第6回参議院通常選挙は、「公明政治連盟」の実績。
- 第17回、18回参議院通常選挙は、「公明」の実績。
- 『戦後政治史』にない追加公認は 2 国会議員会派別議員数の推移（召集日ベース）[502]（衆議院、2003年〈平成15年〉まで）1 各会派所属議員数及び役員一覧[503]（衆議院、2005年〈平成17年〉）、（2） 参議院[504]（2002年〈平成14年〉まで）（2） 参議院[505]（2004年〈平成16年〉まで）にある、選挙直後の国会召集日の会派所属者数から判断した。ただし、第20回通常選挙直後の召集はない。

### 所属国会議員
- 国会議員：45名
  - 衆議院議員：24名（議席占有率：5.16%）
  - 参議院議員：21名（議席占有率：8.46%）

### 地方政治
- 所属議員：2,891人[506]
  - 都道府県議会：197人
  - 政令市議会:199人
  - 特別区議会：172人
  - 一般市議会：1,909人
  - 町村議会：414人

| 県       | 県議会      | 市区議会       |
| -------- | ----------- | -------------- |
| 北海道   | 8 / 100     | 91 / 712       |
| 青森県   | 2 / 48      | 18 / 226       |
| 岩手県   | 1 / 48      | 21 / 315       |
| 宮城県   | 4 / 59      | 33 / 332       |
| 秋田県   | 1 / 41      | 19 / 274       |
| 山形県   | 1 / 43      | 19 / 262       |
| 福島県   | 4 / 58      | 26 / 330       |
| 茨城県   | 4 / 63      | 72 / 662       |
| 栃木県   | 3 / 50      | 33 / 335       |
| 群馬県   | 3 / 50      | 28 / 286       |
| 埼玉県   | 9 / 93      | 168 / 967      |
| 千葉県   | 8 / 95      | 135 / 925      |
| 神奈川県 | 8 / 105     | 93 / 585       |
| 東京都   | 23 / 127    | 288 / 1,548    |
| 山梨県   | 1 / 37      | 22 / 245       |
| 新潟県   | 2 / 53      | 30 / 452       |
| 富山県   | 1 / 40      | 10 / 205       |
| 石川県   | 2 / 43      | 10 / 204       |
| 福井県   | 1 / 37      | 13 / 108       |
| 長野県   | 5 / 57      | 39 / 404       |
| 岐阜県   | 2 / 46      | 34 / 402       |
| 静岡県   | 5 / 68      | 46 / 515       |
| 愛知県   | 5 / 102     | 107 / 933      |
| 三重県   | 2 / 48      | 33 / 308       |
| 滋賀県   | 2 / 44      | 26 / 289       |
| 京都府   | 5 / 60      | 46 / 363       |
| 大阪府   | 14 / 79     | 173 / 797      |
| 兵庫県   | 13 / 86     | 103 / 697      |
| 奈良県   | 3 / 43      | 29 / 225       |
| 和歌山県 | 3 / 42      | 24 / 172       |
| 鳥取県   | 3 / 35      | 13 / 90        |
| 島根県   | 2 / 36      | 14 / 179       |
| 岡山県   | 6 / 55      | 37 / 340       |
| 広島県   | 5 / 64      | 41 / 358       |
| 山口県   | 5 / 47      | 34 / 309       |
| 徳島県   | 2 / 38      | 13 / 173       |
| 香川県   | 2 / 41      | 18 / 180       |
| 愛媛県   | 3 / 47      | 26 / 261       |
| 高知県   | 3 / 37      | 20 / 191       |
| 福岡県   | 10 / 87     | 88 / 640       |
| 佐賀県   | 2 / 37      | 14 / 212       |
| 長崎県   | 3 / 46      | 23 / 286       |
| 熊本県   | 3 / 49      | 23 / 309       |
| 大分県   | 3 / 43      | 21 / 297       |
| 宮崎県   | 4 / 39      | 21 / 198       |
| 鹿児島県 | 3 / 51      | 25 / 393       |
| 沖縄県   | 4 / 48      | 27 / 288       |
| 計       | 208 / 2,663 | 2,247 / 18,862 |

- 推薦議員8人[506]
- 政党支部数:431

### 政党収入額
- 2010年（平成22年） - 212億6,127万円
- 2015年（平成27年） - 197億8,401万円
- 2016年（平成28年） - 207億7,677万円
- 2017年（平成29年） - 192億2,708万円
- 2019年（平成31年/令和元年） - 205億181万円[507]